# 2024年東京都知事選挙
2024年東京都知事選挙（2024ねんとうきょうとちじせんきょ）は、2024年（令和6年）7月7日に東京都で行われた知事選挙（第22期）である。

## 概要
現職東京都知事である小池百合子の任期満了（期日：2024年7月30日）に伴い実施された。
都知事選挙における立候補者の人数としては、歴代最多の56人が立候補した。

## 選挙データ

### 知事
- 選挙前：小池百合子（第20・21代）
- 選挙後：小池百合子（第22代・7月31日～）

### 日程

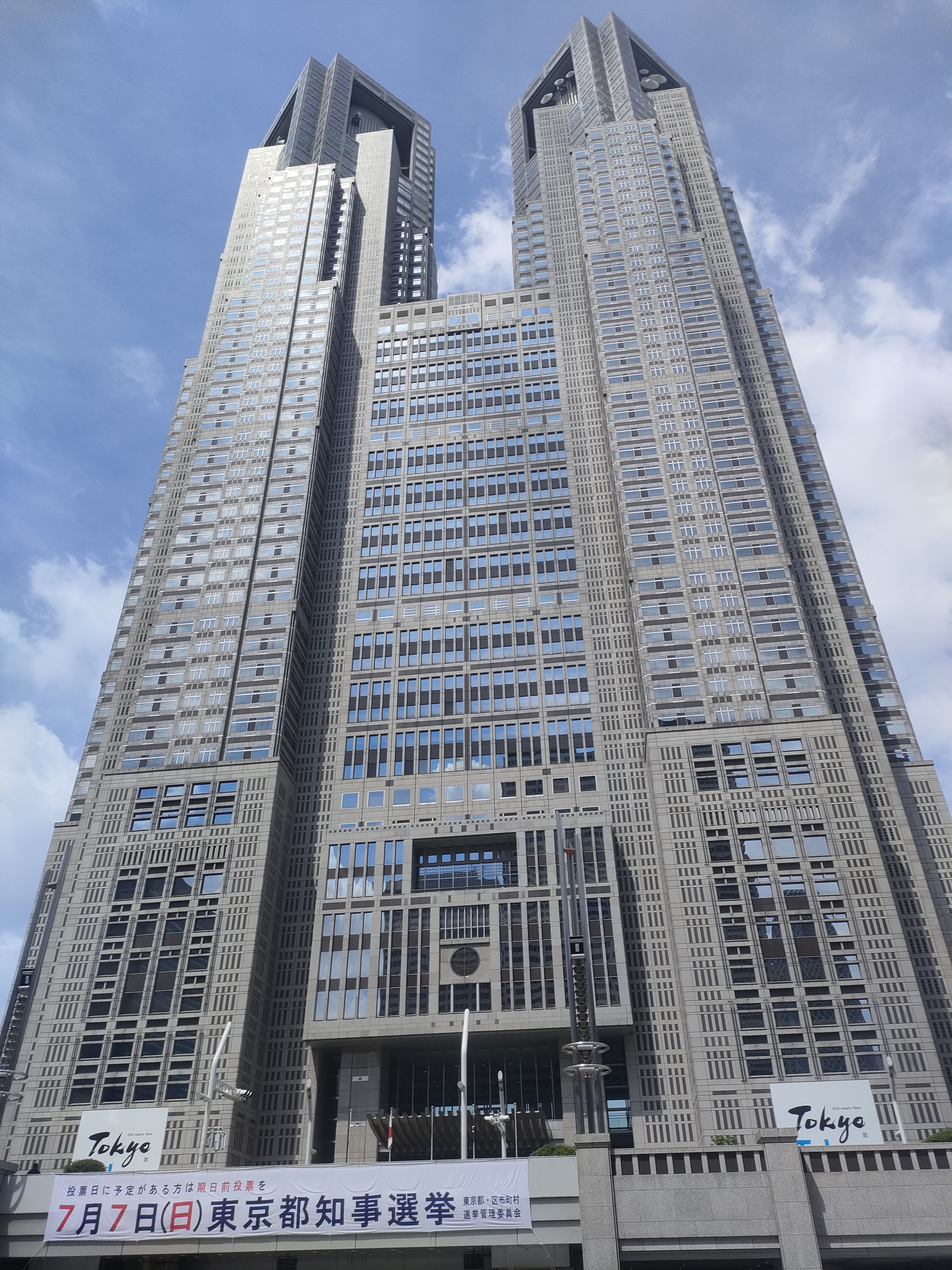
選挙日程を告知するため都庁に設置された横断幕

- 告示日：2024年（令和6年）6月20日[2]
- 執行日：2024年（令和6年）7月7日[2]

### 同日選挙
- 東京都議会議員補欠選挙[1]（6月28日告示、いずれも欠員1）。通常は補欠選挙の実施要件に当たらないが、都知事選との「便乗選挙」として執行される。
  - 江東区選挙区：山﨑一輝の2023年江東区長選挙立候補による退職（自動失職）
  - 品川区選挙区：森澤恭子の2022年品川区長選挙立候補による退職（自動失職）
  - 中野区選挙区：荒木千陽の第26回参議院議員通常選挙立候補による退職（自動失職）
  - 北区選挙区：山田加奈子の2023年北区長選挙立候補による退職（自動失職）
  - 板橋区選挙区：木下富美子の辞職
  - 足立区選挙区：高島直樹の死去
  - 八王子市選挙区：西山賢の死去
  - 府中市選挙区：鈴木錦治の死去
  - 南多摩選挙区[注 1]：石川良一の死去

### イメージキャラクター・キャッチコピー
東京都選挙管理委員会は、投票呼びかけのイメージキャラクターに俳優の志尊淳を起用し、組み合わせてポスターなどに入れるキャッチコピーを「東京どうする？」に決めたことを5月27日発表した。

## 主な争点
- 小池都政2期8年の評価[5]
- 少子化対策や子育て支援[5]
- 明治神宮外苑地域の再開発の是非[6][5]
- 戸建て住宅への太陽光発電の設置義務化方針の是非[5]
- 東京都庁舎のプロジェクションマッピングの是非[7]

## 選挙活動

### 立候補者
56名、立候補届け出順。
| 届け出順 | 氏名                                          | 年齢 | 党派                                            | 職業・肩書                                                                              |
| -------- | --------------------------------------------- | ---- | ----------------------------------------------- | --------------------------------------------------------------------------------------- |
| 1        | 野間口翔 （のまぐち しょう）                  | 36   | 無所属                                          | 郵便局員                                                                                |
| 2        | 澤繁実 （さわ しげみ）                        | 47   | 無所属                                          | 民間外交家 映画プロデューサー 元陸上自衛隊二等陸佐                                      |
| 3        | 大和行男 （やまと ゆきお）                    | 46   | 無所属                                          | 医療法人理事長 児童精神科医                                                             |
| 4        | 木宮光喜 （きみや みつき）                    | 71   | 未来党                                          | 党副代表 主婦                                                                           |
| 5        | 小池百合子 （こいけ ゆりこ）                  | 71   | 無所属                                          | 東京都知事（現職） 元防衛大臣 元環境大臣 元衆議院議員 元参議院議員 元ニュースキャスター |
| 6        | 内海聡 （うつみ さとる）                      | 49   | 市民がつくる政治の会                            | 内科医 NPO法人理事長 政治団体代表                                                       |
| 7        | 石丸伸二 （いしまる しんじ）                  | 41   | 無所属                                          | 前広島県安芸高田市長 元三菱UFJ銀行行員                                                  |
| 8        | 小野寺紘毅 （おのでら こうき）                | 79   | 忠臣蔵義士新党                                  | 財団法人理事長 元建設会社社長                                                           |
| 9        | 新藤伸夫 （しんどう のぶお）                  | 75   | お金をみんなへ シン独立党                       | 元高校教諭 団体代表                                                                     |
| 10       | 竹本秀之 （たけもと ひでゆき）                | 68   | 無所属                                          | 個人投資家 元朝日新聞社員                                                               |
| 11       | 桜井誠 （さくらい まこと）                    | 52   | 日本第一党                                      | 党代表 文筆家                                                                           |
| 12       | ドクター・中松 （どくたー なかまつ）          | 96   | 無所属                                          | 発明家 実業家 元青森大学上級客員教授                                                    |
| 13       | 安野貴博 （あんの たかひろ）                  | 33   | 無所属                                          | AIエンジニア SF作家                                                                     |
| 14       | 清水国明 （しみず くにあき）                  | 73   | 清水国明と東京都の安全な未来をつくる会          | タレント 前所沢市教育委員                                                               |
| 15       | AIメイヤー （えいあいめいやー）               | 51   | AI党                                            | 党代表 実業家 プロレスラー                                                              |
| 16       | 桑原真理子 （くわはら まりこ）                | 50   | 無所属                                          | IT関連会社員                                                                            |
| 17       | 後藤輝樹 （ごとう てるき）                    | 41   | ラブ&ピース党                                   | 党代表 YouTuber 音楽家 元自衛官                                                         |
| 18       | 河合悠祐 （かわい ゆうすけ）                  | 43   | ジョーカー議員と投票率を上げる会                | 前埼玉県草加市議会議員 実業家 元人材派遣会社社長 会社役員                               |
| 19       | 福本繁幸 （ふくもと しげゆき）                | 57   | 無所属                                          | レコード会社社長 元指圧治療院経営                                                       |
| 20       | 黒川敦彦 （くろかわ あつひこ）                | 45   | つばさの党                                      | 党代表 実業家                                                                           |
| 21       | 桑島康文 （くわじま やすふみ）                | 62   | 核融合党                                        | 医師                                                                                    |
| 22       | 田母神俊雄 （たもがみ としお）                | 75   | 無所属                                          | 軍事評論家 元航空幕僚長                                                                 |
| 23       | 蓮舫 （れんほう）                             | 56   | 無所属                                          | 前参議院議員 元行政刷新担当大臣 元ニュースキャスター 元グラビアアイドル                 |
| 24       | 内藤久遠 （ないとう ひさお）                  | 67   | 無所属                                          | 農家 元陸上自衛官                                                                       |
| 25       | 内野愛里 （うちの あいり）                    | 31   | カワイイ私の政見放送を見てね                    | カメラマン 飲食店経営 合同会社代表                                                      |
| 26       | 石丸幸人 （いしまる ゆきと）                  | 51   | 石丸幸人党                                      | 党代表 弁護士 税理士 医師                                                               |
| 27       | 尾関亜弓 （おぜき あゆみ）                    | 43   | ポーカー党                                      | 党首 自営業                                                                             |
| 28       | 小松賢 （こまつ けん）                        | 36   | ゴルフ党                                        | 政治団体代表 システム開発会社経営                                                       |
| 29       | 加賀田卓志 （かがた たくじ）                  | 47   | 覇王党                                          | 旅館運営会社役員                                                                        |
| 30       | 福永活也 （ふくなが かつや）                  | 43   | NHKから国民を守る党                             | 弁護士                                                                                  |
| 31       | 犬伏宏明 （いぬぶし ひろあき）                | 48   | NHKから国民を守る党                             | 自転車店社長                                                                            |
| 32       | 武内隆 （たけうち たかし）                    | 61   | NHKから国民を守る党                             | IT関連会社社員                                                                          |
| 33       | 遠藤信一 （えんどう しんいち）                | 59   | NHKから国民を守る党                             | アルバイト 元栃木県宇都宮市議会議員                                                     |
| 34       | 上楽宗之 （じょうらく むねゆき）              | 45   | NHKから国民を守る党                             | 株式会社社長 せどり                                                                     |
| 35       | 二宮大造 （にのみや たいぞう）                | 53   | NHKから国民を守る党                             | 会社員 元農家 元役者 元タクシー運転手                                                   |
| 36       | 中江友哉 （なかえ ともや）                    | 32   | NHKから国民を守る党                             | 元精密機械加工会社社員 ホスト                                                           |
| 37       | 舟橋夢人 （ふなはし ゆめと）                  | 58   | NHKから国民を守る党                             | 会社員                                                                                  |
| 38       | 山田信一 （やまだ しんいち）                  | 53   | NHKから国民を守る党                             | 個人投資家 元日本料理店店員                                                             |
| 39       | 加藤英明 （かとう ひであき）                  | 65   | NHKから国民を守る党                             | コンサルティング会社代表社員                                                            |
| 40       | 草尾敦 （くさお あつし）                      | 55   | NHKから国民を守る党                             | 会社役員 元NPO法人理事                                                                  |
| 41       | 津村大作 （つむら だいさく）                  | 50   | NHKから国民を守る党                             | 不動産会社社長 通関業務                                                                 |
| 42       | 横山緑 （よこやま みどり）                    | 46   | NHKから国民を守る党                             | 配信者 元立川市議会議員 AV男優 コメディアン                                             |
| 43       | 前田太一 （まえだ たいち）                    | 38   | NHKから国民を守る党                             | 元神奈川県警察官 自営業 ライドシェアドライバー                                          |
| 44       | 南俊輔 （みなみ しゅんすけ）                  | 39   | NHKから国民を守る党                             | アルバイト 元介護職員                                                                   |
| 45       | 福原志瑠美 （ふくはら しるび）                | 41   | NHKから国民を守る党                             | 実業家 コンサルタント                                                                   |
| 46       | 木村嘉孝 （きむら よしたか）                  | 49   | NHKから国民を守る党                             | 会社員                                                                                  |
| 47       | 三輪陽一 （みわ よういち）                    | 42   | NHKから国民を守る党                             | 元航空自衛官                                                                            |
| 48       | 松尾芳治 （まつお よしはる）                  | 46   | NHKから国民を守る党                             | 自営業 エンジニア                                                                       |
| 49       | 穂刈仁 （ほかり じん）                        | 57   | 無所属                                          | 広告プランナー                                                                          |
| 50       | 小林弘 （こばやし ひろし）                    | 49   | 無所属                                          | 建設会社代表取締役                                                                      |
| 51       | 加藤健一郎 （かとう けんいちろう）            | 74   | 無所属                                          | 医師                                                                                    |
| 52       | ひまそらあかね （ひまそら あかね）            | 41   | 無所属                                          | 作家 YouTuber                                                                           |
| 53       | 向後真徳 （こうご まさのり）                  | 62   | 無所属                                          | 公認会計士 元金融再生委員会事務局員                                                     |
| 54       | 牛窪信雄 （うしくぼ のぶお）                  | 51   | 無所属                                          | 一般社団法人理事長                                                                      |
| 55       | 古田真 （ふるた まこと）                      | 77   | （略称）土頭を働かし最高裁裁判官5人を弾劾する党 | 合同会社代表                                                                            |
| 56       | アキノリ将軍未満 （あきのりしょうぐんみまん） | 37   | ネオ幕府アキノリ党                              | 党代表 会社員                                                                           |

### 立候補を取りやめた人物
- 根本良輔 - つばさの党幹事長
- 小林興起[12] - 政治団体「新党やまと」代表、元財務副大臣、元衆議院議員
- 宇都宮さほ - 元精神科・小児科看護師
- へずまりゅう（原田将大）[13] - 政治団体「へずまJAPAN」代表、元YouTuber
- 山口節生 - コンサルタント会社社長
- 中谷昌文 - 実業家、社会貢献活動家
- 佐々木信夫 - 次世代の為の自由福祉党代表
- 小西達也 - 翻訳家

## 党派の動き
今回の都知事選における各主要政党の動きは以下の通り。
1. 自由民主党・公明党・国民民主党東京都連：小池百合子の自主的支援。
2. 立憲民主党・日本共産党・社会民主党：蓮舫の支援。
3. 日本維新の会・れいわ新選組：特定の候補者の支援・支持を見送り
4. 教育無償化を実現する会・参政党：自主投票

また、小池百合子が最高顧問を務める地域政党・都民ファーストの会も小池の自主的支援に回る。

### 告示日までの動き
2023年
- 11月29日 - 東京都選挙管理委員会が選挙日程を決定[15]。

2024年
- 1月24日 - 都知事選に向け、野党共闘を進めるための集会が、中野区内で開かれた。野党系の政党幹部や労働組合の関係者、市民ら約800人が参加し、野党統一候補の擁立を目指す方針が示された[16]。
- 2月18日 - 新人でネオ幕府アキノリ党代表のアキノリ将軍未満（相川絹二郎）が立候補を表明[17]。
- 3月3日 - 新人で日本第一党党首の桜井誠が立候補を表明[18]。
- 4月9日 - 立憲民主党や日本共産党などの野党共闘での候補者擁立を検討している選定委員会で、知名度の高い男性の立候補希望があったことを、手塚仁雄・立憲民主党都連幹事長が明らかにした[19]。デイリー新潮はこの人物について松下政経塾出身で大学客員教授・コメンテーターの本間正人であると報じている[20]。
- 4月11日 - 政治団体「NHKから国民を守る党」の党首である立花孝志が、会見で下記の13人の擁立を発表[21]。いずれも新人。

- 犬伏宏明
- 加藤英明
- 木村嘉孝
- 草尾敦
- 上樂宗之
- 津村大作
- 中江友哉
- 二宮大造
- 福原志瑠美
- 舟橋夢人
- 前田太一
- 三輪陽一
- 山田信一

- 4月25日 - 政治団体「つばさの党」代表の黒川敦彦および同団体の根本良輔、無所属の大和行男が記者会見で立候補を表明[22]。いずれも新人。
- 4月30日 - 新人の後藤輝樹が立候補を表明[23]。
- 5月1日 - 手塚仁雄が野党共闘の候補者が「5人以内」に絞り込まれたと表明[24]。前述の本間正人の他、参議院議員の蓮舫が含まれているという[20]。
- 5月14日 - 自民党が独自候補擁立の見送りと現職・小池百合子の支援で調整していると報道される[25]。
- 5月15日以前 - 無所属で新人の山口節生が立候補を表明[26]。
- 5月16日 - 広島県安芸高田市の石丸伸二市長が都内で行われたセミナーで知事選挙への立候補を表明[27]。
- 5月17日
  - 政治団体「つばさの党」の黒川・根本ら3人が同年4月に執り行われた衆議院東京15区補欠選挙を巡る公職選挙法違反の疑いで警視庁に逮捕された[28]。
  - 石丸伸二が午後に広島市内で記者会見を開き、都知事選への立候補を正式表明[29]。石丸は会見で「東京を動かして日本を動かしてみます。東京を変えて日本を変えたいと思います。東京の一極集中、そこから全国にわたる多極分散、ここに向かう時が来ています」と語った。
  - 政治団体「次世代の為の自由福祉党」代表で、新人の佐々木信夫が立候補を表明[30]。
- 5月17日～5月24日のあいだ -  政治団体「ポーカー党」党首の尾関亜弓、政治団体「石丸幸人党」代表の石丸幸人、政治団体「未来党」副代表の木宮光喜が立候補を表明[31]。いずれも新人。
- 5月19日 -  日本維新の会が水面下で石丸伸二と接触を続けていたものの、連携に向けた合意に至らなかったことが報じられた[32]。
- 5月22日
  - 都知事選に無所属で立候補する意向を表明した安芸高田市長の石丸が、6月9日付で辞職する見通し。石丸は20日に市議会議長に退職申出書を提出し、議長が21日、市長の辞職を市選挙管理委員会に通知した。公職選挙法に基づき50日以内に市長選が実施される。7月28日投開票予定だった市長選が早まることになる[33]。
  - 参政党の神谷宗幣代表は国会内で会見し「党内でいろいろ意見があって、出すべきとの声もあったが、１５区（衆院東京１５区補選）の選挙をやったばかりですし、なかなか大きな選挙戦。あまり選挙に出て、名前を売るみたいなことばっかりをやっている党だとも思われても困る」と述べ、党として公認の独自候補は擁立しないことを表明[34]。
- 5月23日 - 政治団体「NHKから国民を守る党」が、武内隆と松尾芳治の擁立を発表[35]。いずれも新人。
- 5月25日 - 小池は3選目指して出馬を固め29日開会の都議会定例会で表明する、と報じられた[36][37][38][39][40]。
- 5月27日 
  - 立憲民主党所属の参議院議員である蓮舫が立候補を正式表明。本格的な蓮舫の出馬検討は立憲民主党が4月下旬の衆院補選で“3勝”した頃からとみられ、知名度でも人気度でも勝る蓮舫を、立憲は共産党や市民団体とともに候補者選定委員会で小池の対抗馬となる「統一候補」として選出したと見られる[41]。蓮舫は会見で「“自民党返り”をしている小池さんでは、改革はできない。反自民党政治、非小池都政、都知事選にこの姿勢で臨みたい」と発言した。[42]また、蓮舫の立候補により都知事選は与野党対決の構図となった。
  - AI党の「AIメイヤー」が立候補の意向を固めたと報じられた[43]。AIメイヤーは「AIによる公正な政治」を掲げており、「カイロ大学卒業相当のカリキュラムをAIに学習させ、アラビア語と英語と日本語でマニフェストを作成、公表します。小池さんとアラビア語で政策論争したい」と訴えている。近く出馬会見を開く見通し。
  - 日本共産党の小池晃書記局長はこの日の記者会見で、同日に立候補を表明した蓮舫を、共産党として支援することを表明[44]。
- 5月28日
  - 元航空幕僚長の田母神俊雄が自身のX（旧ツイッター）で知事選挙への立候補を表明[45]。田母神はかつて2014年の都知事選に立候補したが、61万票余りを獲得し4位で落選した。
  - タレントの清水国明が無所属での立候補を表明[46][47]。30日に記者会見を開き、正式表明すると「清水国明と東京都の安全な未来をつくる会」が発表した。
  - 東京都議会会派の公明党と都民ファーストの会が2期8年の小池都政の評価しているとして、「ぜひとも3期目続けていただきたい」と小池に出馬要請[48]。午後には都内62区市町村中52の首長が、連名で小池知事に出馬を要請した[49]（出馬要請に参加しなかった首長は世田谷、渋谷、中野、杉並、立川、町田、小金井、小平、多摩、稲城の10区市長）。
  - 国民民主党の玉木雄一郎代表は記者会見で、蓮舫と共産の関係を巡って、「一般的に言って、支援いただいた政党の影響を当選後も受けるのは当然だ」と指摘し、蓮舫を支援するかどうかについて、「（蓮舫が）どのような政策を打ち出すのか、どのような政策を強調していくのか、もう少し様子を見定めたい」と述べた[50]。また、玉木は「小池百合子都知事がどうされるのか、表明がなされた段階で、党内でもよく議論し方向性を決めていきたい」と語った。
  - 日本維新の会の藤田文武幹事長は記者会見で、都知事選に関して、独自候補の擁立作業が難航していることを示唆した。藤田は「自分たちの共感する政策を訴えられる候補者を擁立したいという思いは直前まで持ちたいが、なかなか思いだけでは勝てない」と述べた[51]。藤田は、既に候補者として名前が挙がっている人物を支援する可能性について「今のところは分からない」と慎重な言い回しに終始。「最後まで状況を見定め、出馬できる方がいるか見極める」と話し、党としての態度決定は告示（6/20）直前になるとの見通しを示した。
- 5月29日
  - 都知事選に立候補する意向を固めている小池は、29日開会の都議会定例会での所信表明で出馬を正式に表明するとの報道がなされていたが、出馬を明言しなかった[52]。しかし、議会後の取材には、「行政は『継続してこそ力なり』だ」と述べ、3選への意欲をにじませた。
  - 無所属での立候補を正式表明した蓮舫は、この日の都議会終了後に野党系各会派の控室を訪問した。立民都議を前に「七夕に（投開票が）予定されている都知事選に立候補する。一緒に汗をかいてきた皆さんにご支援いただきたい」と呼びかけると、大きな拍手がわき起こった。日本共産党の控室でも歓迎を受け、花束を手渡された。また、蓮舫は小池の所信表明について、「各局から上がってきたものをつないだ原稿。熱がないと思った」と手厳しく批判した[53]。
  - 日本共産党の田村智子委員長は記者会見で、都知事選への立候補を表明した立憲の蓮舫について「全力で応援する」と強調した。「都政を変え、国政も大きく転換させる流れを東京から全国に広げたい」と語った[54]。共産は蓮舫を支援する方針を既に決めている。
  - 自由民主党の小渕優子選対委員長は松山市内で記者団に対して都知事選への対応について、「都連でまずは議論してもらい、それ以降に共有していきたい」と述べた[55]。
- 5月30日 
  - タレントの清水国明が午後に東京都庁で記者会見を開き、無所属での都知事選への立候補を正式表明[56]。清水は会見で約30年にわたり各地の震災被災地で支援活動を行った実績を強調し、「災害対策の強化や都民目線の行政に取り組みたい」と語った。
  - 現職の小池に出馬要請した区市村長の有志52人の1人、日野市の大坪冬彦市長は30日の記者会見で、「（小池氏側からの）『応援依頼』だったのが、なぜか（首長側からの）『出馬要請』になってしまった。心外だ」と述べた。出馬要請に加わったこと自体については、自身の選挙で都民ファーストの会を含む与野党相乗り推薦を受けたことから、「選挙は貸し借りなので、どのみち（小池を）応援せざるを得ない立場」だと説明した。「この形でもしょうがない。とりあえず受け入れる」と述べつつ、「支援の依頼が出馬要請に変わったことに対する違和感はある」と繰り返し主張した。また、出馬要請に参加しなかった10首長の1人、稲城市の高橋勝浩市長も記者会見で「（小池）本人が頭を下げることが筋だ。本人が立候補表明していないのに、何で支援表明しなければならないのか」と疑問を呈し、その上で高橋は「賛否がある。公人としては一長一短ある」と論評し、今回の出馬要請の経緯については「支援表明は出馬要請にすり替えられた。総合的に判断して、名を連ねなくて良かった」と語った[57]。
- 5月31日 
  - 元航空幕僚長の田母神俊雄が午後に東京都庁で記者会見を開き、無所属での都知事選への立候補を正式表明[58]。田母神は会見で「都民の生活の安全、安心が争点だと思う。そのためにも災害に強い東京を作る」と語った。また、今回自身が出馬に至った経緯について、「自民党も候補者を出せない。ふつうの保守系の都民が投票する人がいないと判断した」とし、そのうえで当選後の政策として「道徳教育を強化するなど国家の自立を追求する」「都民税を減税する」などを挙げた。
  - 日野市の大坪市長が30日の記者会見で、「小池側から『支援してくれますか』という打診があった」「（小池側からの）応援依頼だったのが、なぜか（首長側からの）出馬要請になってしまった。心外だ」と述べたことを受け、午後の定例会見で小池は「知事サイドから支援を依頼したのか」と問われると、小池は「知事サイドの意味がよくわかりませんけど、はっきり申し上げると、私からの依頼はしておりません」と日野市長の発言を否定した。「23区の長の方々、多摩島しょの方々とはいつも、ご意見を伺いながらしっかり連携して都政を進めてきた。そうした中で、有志の皆さま方から立候補の要請をいただいたものだと私は理解しております」と述べた[59]。
  - 立憲民主党の泉健太代表は記者会見で、無所属での出馬を表明した蓮舫について、「小池都知事が掲げていた「7つのゼロ」といった公約が全く実行されておらず、多くの都民が生活が向上していないと認識している中で蓮舫さんが立ち上がった。我々としても強力に支援していきたい」と意欲を見せた[60]。
  - 立憲民主党と国民民主党を支援する連合の芳野友子会長は、記者団に「共産とは考え方が全く違う」と指摘。小池都政に対しては「評価できる」と語った[61]。連合東京は前回選挙に続き、小池氏の支援を検討している。
  - 国民民主党の榛葉賀津也代表は記者会見で、立憲や共産などに推される形で無所属で立候補する意向を表明した立民の蓮舫参院議員について、「正直言って、共産党と堂々と連携する人は応援できない。共産党と連携する人が東京の知事では困る」と述べ、共産を含む共闘に加わるのは難しいとの認識を示した[62]。また、蓮舫に対して「政策面で競い合ってほしい。都民も批判や悪口は聞きたくないと思う」と求めた。その上で3選出馬が確実視される小池については「政策で評価されるべきものも多々ある」と説明。若い世帯やシングルマザー、シングルファーザーへの子育て支援策を挙げ、「小池さんを応援していない方からも、非常に充実していると高く評価されている」と話した。
  - 政治団体「カワイイ私の政見放送を見てね」代表である内野愛里が、国会内で会見し立候補を表明[63]。内野は「大学進学から東京に住ませていただいているが、大事な東京を良くしていけたらと思って、出馬を決定させていただいた。都知事選をお祭りのように盛り上げて、若い世代の方にもっと政治に関心を持っていただけるようにできたら」と話した。
  - 元精神科看護師の宇都宮さほがXにて立候補を表明。
- 6月2日 
  - NHKから国民を守る党の福永活也が立候補を表明。福永は前回の東京15区補欠選挙にもNHK党公認で出馬したが8位で落選。福永は自身について、「超泡沫候補ながら出させていただく」と当選目的でなくても立候補に意義はあると述べた[64]。
  - 蓮舫が有楽町駅前で立候補表明後初の街頭演説を行い、「東京から行政改革をしたい」と訴えた。蓮舫は演説の中で、「『蓮舫は削る、切る』と言われてきたけれども、行革は手段です。削る、切るだけじゃない。そこをちゃんと点検をして、つくった財源を、それを本当に今、必要な人たちに振り分けていく。東京都のトップになって、東京から行財政政治改革をしたい」と述べた。[65]。また、新たにできた財源を福祉政策などに振り分けていく考えを示した。
- 6月3日 
  - 政治団体「NHKから国民を守る党」の党首である立花孝志が、自身のSNSで、都知事選について、元お笑いコンビ「雨上がり決死隊」の宮迫博之に出馬を打診したことを明かした。立花は今月1日、現在「地上波復帰が“白紙”になった」ことで話題を集めている宮迫について「東京都知事選挙に立候補してNHK地上波に出演！？直接、宮迫さんに、出馬打診しておきました（笑）」と、打診したことを報告した（現時点で宮迫は都知事選について一切言及していない）[66]。
  - 元YouTuberのへずまりゅう（原田将大）が自身のX投稿で立候補を表明した[67][68]。
- 6月4日 
  - 東京都議会で午後、小池都知事に対する各会派の代表質問が始まった。都議会自民党は、小池が立候補表明した場合には支援を目指す方針を確認しているが、知事選出馬の意向を直接的に聞くことはなかった。共産党の米倉春奈都議からの「8年前（の2016年東京都知事選挙初出馬時）に期待を集めた『反自民』の姿勢は見る影もない」「知事、都政から退くべきです。いかがですか」との質問に対し小池は、「都民ファースト、都民が第一、全ては都民のため、明るい東京の未来を切り開く政策を練り上げ、いかにして実行に移すか。これこそが都政の舵取りを担うものの使命と考えている。こうした考えの下で、都政運営に集中している」と述べ、米倉の質問に正面からは取り合わなかった。[69]。
  - 立憲民主党の岡田克也幹事長は記者会見で、都知事選を巡り、現職知事の小池が自民党と近い関係にあると指摘した上で、「連合は自民べったりの小池都政を認めるのか」と連合をけん制した。立候補を表明した蓮舫が共産党の支援を受けている点を連合の芳野友子会長が問題視していることを踏まえた発言だ。岡田は、小池が過去の都知事選で掲げた公約を果たしていないと訴え、「蓮舫氏にぜひ勝ってもらいたい」と強調した[70]。また同日、国会内で無所属での立候補を表明している蓮舫が、記者団に対し、「現職が出るのであれば、その方（小池）の政策を見たい。ほぼ同時期になるのかなと思う」と語った。蓮舫は「東京都のために何ができるのか、自分の中で整理し直しているところだ」とも説明した。[71]。
  - 3日に自身のSNSで立候補を表明したへずまりゅうが、都知事選に立候補するために、自ら代表を務める政治団体「へずまJAPAN」を設立したことを明らかにした[72][73]。
- 6月5日 
  - 都知事選挙に立候補を予定している人が、告示日にスムーズに立候補を届け出るための事前の手続きが開始。30人以上が立候補の意向を示しており、候補者数が過去最多になる可能性が出てきた[74]。
  - 社会民主党は常任幹事会で都知事選を巡り、無所属で立候補を表明している蓮舫を支援すると決定した[75]。5月30日の党東京都連の報告を確認した。福島瑞穂党首は記者会見で「自民党に寄りかかる小池百合子都政を代えるために全力を挙げる。都政から日本の政治を変えていく」と述べた。
- 6月6日
  - 午後1時の記者会見で、無所属新人の安野貴博が立候補を正式表明[76]。安野は会見で都知事選に向けた政策論争が不十分だとして、「東京の未来のビジョンは空白になっている。選択肢を都民の皆さんに提示したい」とし、技術を通じて、暮らし、経済、政治の改革を進めたいと話した。政策として、自動運転の積極的解禁や高度医療技術の推進、AIスタートアップの支援やネット選挙解禁などを掲げたた[77]。
  - 午後2時の記者会見で、無所属新人の竹本秀之が立候補を正式表明[78][79]。
  - 午後5時の記者会見で、政治団体「へずまJAPAN」代表で新人のへずまりゅう（原田将大）が立候補を正式表明[80]。へずまりゅうは会見で４つの公約（「知事報酬の全額寄付」「開示請求で情報が黒塗りにされる理由の明確化」「若者を政治の主役にしたい」「高齢者の免許返納の促進」）を掲げ、「今回の都知事選挙、本気で頑張るというのを皆さんに示せたらなと思います」と語った[81]。
  - 都知事選に立候補するため、6月9日付で辞職する広島県安芸高田市長の石丸伸二の退任式が市民文化センターで行われた。石丸は「財政健全化をかなり進められた。教育分野への資源の配分に、相当に注力できた」と市長在任4年間の成果を語った。石丸は「4年を振り返るととてつもない充実感がある。できることはすべてやりきった」と述べ、小中学校の給食無償化や学校用務員の配置などを成果として挙げた[82]。
- 6月7日
  - 警視庁によると、既に都知事選に立候補を表明している政治団体「つばさの党」の代表である黒川敦彦ら3人を再逮捕する方針を固め[83]、同日午後に再逮捕を執行[84]。なお、逮捕容疑はことし4月に行われた衆議院東京15区の補欠選挙の期間中、立憲民主党の陣営に対し、およそ20分間にわたって「質問に答えろ」などと拡声機を使ってどなりながら選挙カーを至近距離で追い回して警察署に避難させるなど「交通の便」を妨げたほか、街頭演説中に割り込み演説を中止に追い込んだとして公職選挙法違反の疑い。公職選挙法に規定された「交通の便」を妨げる行為で立件するのは、1950年に公選法が施行されて以来、初めてのケースとみられる。
  - 警視庁は選挙違反取締本部（本部長・重松弘教刑事部長）を設置。約2000人態勢で取り締まりに当たる同庁捜査2課によると、6日現在の違反警告件数は1件。選挙違反の取り締まりを巡っては同課は、4月投開票の衆院東京15区補欠選挙で、他陣営の演説を妨害したとする公職選挙法違反容疑で政治団体「つばさの党」代表ら3人を逮捕しており、同庁は都知事選に向けても警戒を強化している[85]。
  - 国会内で行われた記者会見にて政治団体「ゴルフ党」代表で新人の小松賢が立候補を正式表明[86]。
  - 公明党の石井啓一幹事長は記者会見で、都知事選への対応に関して、3選を目指す小池百合子知事から要請があれば推薦する考えを示した。公明の都議会会派は小池に出馬を要請している。石井は「小池氏が政党に推薦を求めるか判然としないが、要請があれば推薦する立場だ」と述べた[87]。
  - 東京都内52の区市町村長が小池に対して都知事選に立候補するよう要請したことを巡り、このうち5区市（新宿・足立・大田・文京・西東京）の住民が都庁で記者会見を行い、「不透明なプロセスで要請が行われている」として経緯の説明や要請の撤回を求めた[88]。参加者からは「仮に小池知事から働きかけがあったのであれば、公職選挙法に抵触する可能性もあり、刑事告発も視野に入れている」との声が上がった。
- 6月8日
  - 自由民主党は都知事選を巡り、立候補の意向を固めているとされる現職の小池の全面支援を行う方向で調整。支援方法として、選挙期間中に政治活動が認められる「確認団体」を設立することも検討しているという[89]。
  - 日本維新の会の馬場伸幸代表は記者会見で、今回の都知事選において独自候補を擁立するかどうかを問われ「ほぼタイムリミットが来ている。来週早々には候補者を擁立するかどうか決定する」と述べ、「（独自の候補者を）出さないということであれば、次の手でどうするかを協議する」と話した[90]。
- 6月9日 
  - SNSで都知事選出馬を期待する声のある堀江貴文はテレビ番組の中で司会者から「ホリエモンに待望論があるわけじゃないですか。確認するけど都知事選に出ることは絶対にない？」と問われ、堀江は「マジで大変なんです。選挙は楽しいけど、その後が大変。都知事が大変ということです」と否定した[91]。
  - 蓮舫は阿佐ケ谷駅前での街頭演説で、「批判ばかりと批判されている蓮舫です」と自己紹介しつつ、国立競技場の当初予定されたデザインをめぐる経費問題で、当時の安倍晋三首相を追及し結果的に計画が見直されたとして「これは批判ですか。提案ではないですか。私には確かな実績があると、堂々と言いたい」と訴えた。前回の街頭演説で「七夕にある都知事選」というフレーズを口にし、選挙告示前の「事前運動」を禁じた公職選挙法に抵触する可能性が指摘されていることを意識して、「都知事選」というフレーズは口にせず「夏の挑戦」と表現しながら「あらためて問いたいのは、公約がすべて。都知事の公約が守られているかを問うことでこの8年、みなさんとの約束を守ったかどうか大きな判材料になると思う」と述べた[92]。
  - 発明家の中松義郎（ドクター中松）が立候補を表明。中松は1991年を皮切りに都知事選7回、衆院選3回、参院選6回の計16回の選挙に立候補してきたが、2014年12月の衆院選以来9年半ぶりの出馬。中松は生まれてから1世紀近く暮らしてきた東京の再生を胸に環境改善、雇用創出などのプランを訴える方針[93]。
  - 都知事選に無所属での出馬を正式表明している石丸伸二が安芸高田市長を辞職[94]。
- 6月10日
  - 自民党東京都連の会合が党本部で開かれ、萩生田光一都連会長は「小池都知事が3選の出馬をするなら支援をおこなう方向だ」と明言した上で「小池氏サイドの考えもある」と話し、具体的な支援の在り方については小池が立候補を表明したあとに自民党都連の執行部で話し合うとした[95]。関係者によると、自民党本部としての推薦ではなく、「確認団体」として小池を支援する方針。
  - 午後3時の記者会見で、無所属で新人の小林興起が立候補を正式表明[96]。小林は会見で「小池百合子の３選を阻止しなければいけない」と語気を強め語った。（小林は衆院議員時代に「郵政解散」における第44回衆議院議員総選挙で小池に敗れた因縁がある）また、公約として「神宮外苑再開発の反対」や「学校給食におけるオーガニック食材推進」を掲げた。
  - 午後5時の記者会見で、政治団体「AI党」の新人AIメイヤーが立候補を正式表明[97]。AIメイヤーは公約に「本人の同意を取っていない」としたうえで、「公共の利益や市民の声を重視する政策スタンスを持つみんなでつくる党党首の大津綾香を副都知事に指名する」と掲げた。
  - 埼玉県草加市議会議員の「ジョーカー議員」こと河合悠祐が立候補を表明[98]。
  - 教育無償化を実現する会の前原誠司代表は、都知事選に出馬を表明している蓮舫について「共産党が応援する蓮舫さんを応援することはありえない」との考えを明らかにした。一方で、国政で統一会派を組む日本維新の会と連携する考えも示し、自民党との相乗りは「今後の状況をみて判断したい」と含みを持たせた[99]。
  - 現職の小池百合子が3選を目指して都議会閉会日にあたる12日に立候補を正式表明する方針で最終調整している、と一部メディアで報じられた[100]。
- 6月11日
  - 公明党の石井啓一幹事長はラジオ番組内で、都知事選を巡り、現職の小池百合子が政党に推薦を求めずに立候補する場合でも「自主的に支援する」と述べた[101]。また、石井は公明や小池が特別顧問を務める地域政党「都民ファーストの会」と事実上の相乗りを狙う案が浮上していることに関し「そういう選択肢も当然ある」と語った。
  - 無所属新人の福本繁幸が、記者会見で立候補を正式表明[102][103]。
  - 公明党の山口那津男代表は、自民党総裁の岸田文雄首相と首相官邸で党首会談を行い、公明党として現職の小池百合子を支援する考えを伝えた[104]。
  - 国民民主党の玉木雄一郎代表は、都知事選に出馬を表明している蓮舫について「（共産党と）一緒に、あるいは一体となって活動する候補者の応援は困難であるということは申し上げなければならない」と述べ、党として支援しない考えを表明。また、現職の小池百合子についても「党としての対応は現時点では未定」とし明言を避けた[105]。
- 6月12日
  - 蓮舫は、自身のX（旧ツイッター）で「今日は20年間所属していた政党を離れます。政党を通じた政治活動ではなく。無所属で、全ての都民のために働いていきたいと思います」と投稿し、立憲民主党を離党することを表明[106]。その後、蓮舫は立憲民主党の党本部を訪れ、離党届を提出[107]。
  - 現職の小池百合子が都議会定例会最終日に立候補を正式表明[108]。小池は会見の中で、2期8年の実績を強調した上で、「東京大改革を成し遂げてこそ達することのできる持続可能な社会の力強い歩みを今ここで止めてはなりません。もっとバージョンアップさせて東京大改革3.0を進めていく。その覚悟を持って都知事選への出馬を決意しました」と語った。また、小池の立候補により、実質的な「与野党対決」の構図となった。
  - 日本維新の会の馬場伸幸代表は、今回の都知事選に日本維新の会の独自候補の擁立を断念する方針を固めたことを表明。またその後行われた記者会見で、藤田文武幹事長は独自候補の擁立を断念したと正式に発表した上で、他の候補は支援せず「静観するという態度で臨みたい」との考えを示した[109]。
- 6月13日
  - 衆議院東京15区補欠選挙で妨害行為をしたとして公職選挙法違反（自由妨害）容疑で逮捕されている政治団体・つばさの党の黒川敦彦代表が立候補の声明文を改めて発表。黒川の内縁の妻で、党の代表代理・広報担当の外山麻貴埼玉県朝霞市議会議員が都庁で記者会見し、声明文を読み上げた[110]。また、同党の根本良輔については準備が難しいとの理由で立候補を取り下げ、黒川に一本化すると説明した[111]。
  - 教育無償化を実現する会の前原誠司代表は、独自候補を擁立せず、自主投票にすると明らかにした。教育は「非自民・非共産」を掲げており、自民党が支援する方向の小池百合子も、共産党が支援する蓮舫も応援できないと説明した[112]。
- 6月14日
  - 日本労働組合総連合会東京都連合会（連合東京）は現職の小池百合子を推薦する方針であることがメディア記事で明らかになった。連合の支持政党で立憲民主党の支援候補である蓮舫が、都知事選で日本共産党との連携を強める姿勢に対し、連合内で不信感が強くなっているためとされる[113]。また、国民民主党の榛葉賀津也幹事長も記者会見で「連合東京に歩調を合わせ、来週中には態度を決定したい」と述べ、小池の支援を示唆した[114]。
  - 立憲民主党の泉健太代表は記者会見で、蓮舫を自主的に支援する方針を示した。「大切な仲間であり、自主的に応援することになる」と語った。蓮舫が政党に対して推薦などの依頼をしない考えだと聞いていると説明し「推薦や支持は考えていない」とも話した[115][116]。
  - 弁護士の福永活也、元宇都宮市議の遠藤信一、元立川市議の久保田学（都知事選の届け出は「横山緑」名義）、アルバイトの南俊輔、以上4名は政治団体「NHKから国民を守る党」から立候補すると表明。また、会社経営者の加賀田卓志が諸派で出馬すると明らかにした[117]。
- 6月15日
  - 石丸伸二は渋谷スクランブル交差点前で立候補表明後初となる街頭演説を行い、人口減少を念頭に、2040年にかけて1000万人以上、東京都（の人口）に匹敵するような人がこれから日本で減ってくる。そのままの状態を放置して日本の社会や経済が持つわけがない。市長を通して痛感した事実であり、もっといえば前から三菱UFJ銀行のエコノミストとして知っていた事実だ」と訴えた[118]。また、石丸は人気SF漫画『攻殻機動隊』の「世の中に不満があるなら自分を変えろ」という言葉を引用しつつ、「世の中に不満があれば、まずは自分を変えてみる。自分が動いてみる。ここで一つ、座右の銘としてみなさんと共有をさせていただく」とも語った。
- 6月16日
  - 立候補の意向を表明していた小林興起が知事選から撤退することとした。撤退の理由として小林は、明治神宮外苑の再開発に触れ「『神宮の森を切るな』ということに賛成して、それをやってくれるなら、田母神氏に頑張ってほしい。保守が立ち上がらなければならないが、保守で票を分け合ってもしかたがない」と述べ、田母神俊雄の支援に回ることを併せて表明[119]。
- 6月17日
  - 広島県安芸高田市前市長の石丸伸二は都庁で記者会見し、「政治再建」「都市開発」「産業創出」を柱とする公約を発表した。最も重視するのが政治再建で「政治が三流なら経済も三流になる」と訴えた。このほか、AI（人工知能）で世論を集約して行政サービスの最適化を図ったり、SNSを活用した都政の「見える化」を進めたりすることも盛り込んだ[120]。
- 6月18日
  - 自民党の小渕優子選対委員長はこの日の役員連絡会で、今回の知事選の対応を巡り、現職の小池百合子の推薦を見送る考えを示し「党として、知事の姿勢を踏まえて推薦などの機関決定は見送りたい」と述べた。一方、自民都連が小池を支援する方針を決めていることを踏まえ「都連と連携を図りつつ、必要な支援を行っていきたい」とも語った[121]。
  - 現職の小池百合子は記者会見で、今回の都知事選におけるマニフェスト（公約）を発表。「東京大改革3.0」と題する基本政策では、「セーフ・シティー」や「スマート・シティー」などを目指すべき都市像と位置づけ、これまで第2子以降だった保育料無償化を第1子まで拡大することや、出産時の痛みを麻酔で和らげる無痛分娩（ぶんべん）の費用助成などを柱に据え、子育て支援や防災に重点が置かれた内容[122]。
  - 蓮舫が記者会見で、今回の都知事選におけるマニフェスト（公約）を発表。「7つの約束」と銘打った公約では、「少子化対策」と「行財政改革」を“2本柱”としていて、非正規労働者の処遇改善などによって「現役世代」の手取りを増やすことや、予算執行の検証などを行う「ガラス張りの都政」の実現などを盛り込んだ[123]。
  - 元航空幕僚長の田母神俊雄が公約を発表。「災害に強い東京」「自信と誇りを持たせる教育」「都民税の減税」「都民の暮らしを守る」「AI（人工知能）による目安箱」を五つの柱にする。また、明治神宮外苑地区の再開発については森を残すとした[124]
  - 立憲民主党はこの日行われた常任幹事会で、都知事選出馬のため、6月12日に離党届を提出した蓮舫の離党を承認した[125]。
- 6月19日
  - 日本記者クラブは、告示前日にあたり、今回の都知事選に出馬する主要候補4名（石丸・小池・蓮舫・田母神）が参加した記者会見を開催した[126]。
  - 連合東京が現職の小池百合子の支持を正式に決定した[127]。
  - 国民民主党は現職の小池百合子について、東京都連の支持とすることを決定した[128]。
  - 立候補を表明していたへずまりゅう（原田将大）は自身のX投稿で立候補を取りやめる意向を表明した[129]。
  - 山本太郎代表率いるれいわ新選組は、都知事選への対応について、「いずれの候補者も応援せず、『静観』することといたします」と発表した[130]。なお、山本代表は後日、この対応にした理由について、各候補者の政策が「薄味」なためだと説明した[131]。
  - この日行われたNHKの定例記者会見で、立候補者が50人を超える本選挙の政見放送の総放送時間が11時間超に及ぶ可能性について、稲葉延雄会長は「公職選挙法で政見をそのまま放送することが義務付けられており、基本的にはこれに基づいて実施する」と発言、担当者も「放送計画について、総務省に実施規定を踏まえて検討している。候補者数と実際に政見放送を収録する方で調整する。現時点では決まっておりません」とした[132][133]。
- 6月20日 - 告示日。
  - 立候補の意思を示していた54人が立候補を届け出たほか、ゲームクリエイターのひまそらあかね（暇空茜、水原清晃）が立候補した旨を自身のXに投稿し、YouTubeにおいて立候補を表明した[134][135]。また、社団法人理事長の牛窪信雄も立候補を届け出た。
  - 告示に伴い、参議院議員の蓮舫、草加市議会議員の河合悠祐が立候補を届け出たため、公職選挙法第90条の規定により同日付でそれぞれ退職（自動失職）となった[136][137]。
  - 17時で都知事選の立候補が締め切られ立候補者が確定し、都知事選に過去最高の56人が立候補を届け出た[8][9]。

## 選挙期間中の主な出来事

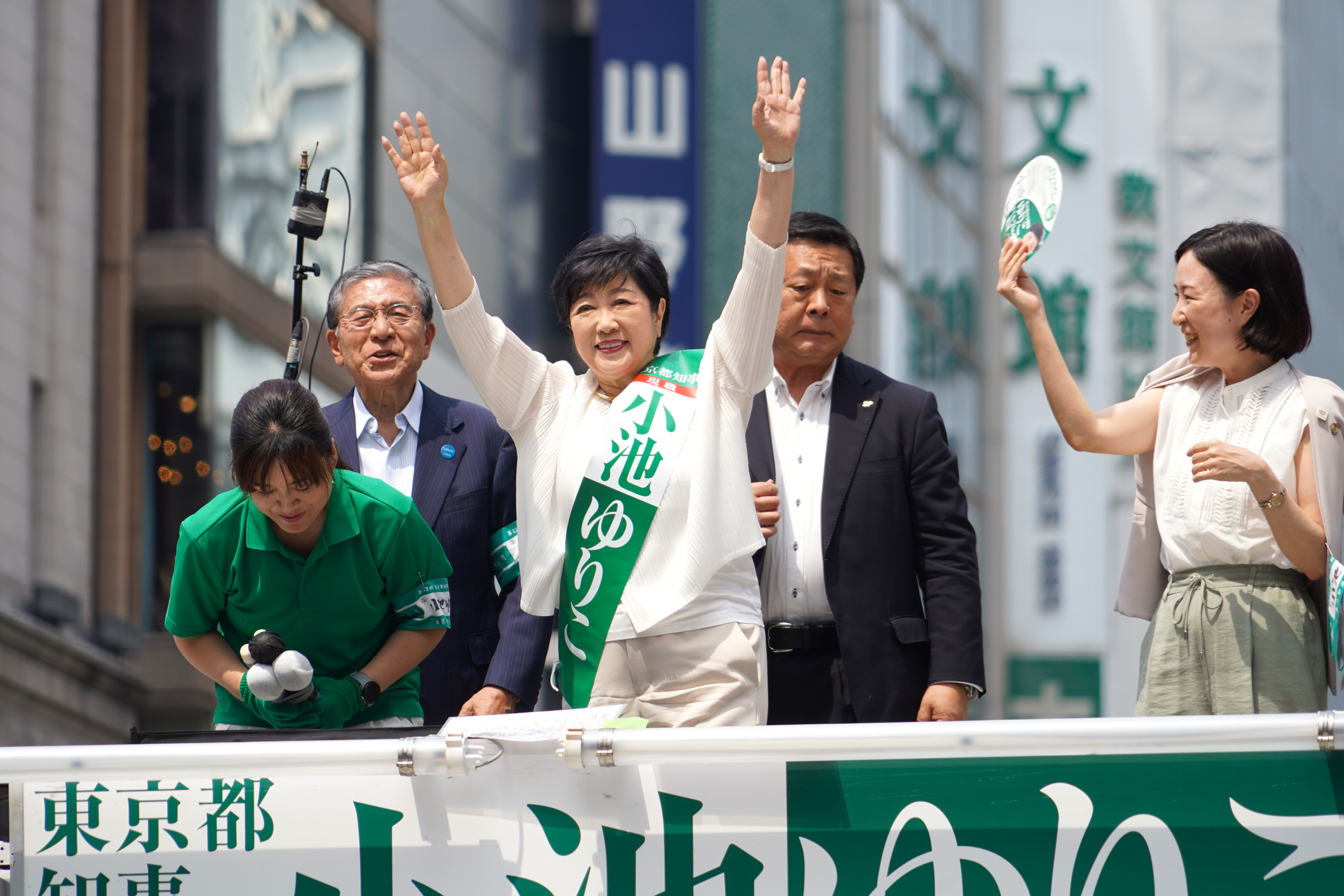
銀座4丁目交差点で演説する小池百合子

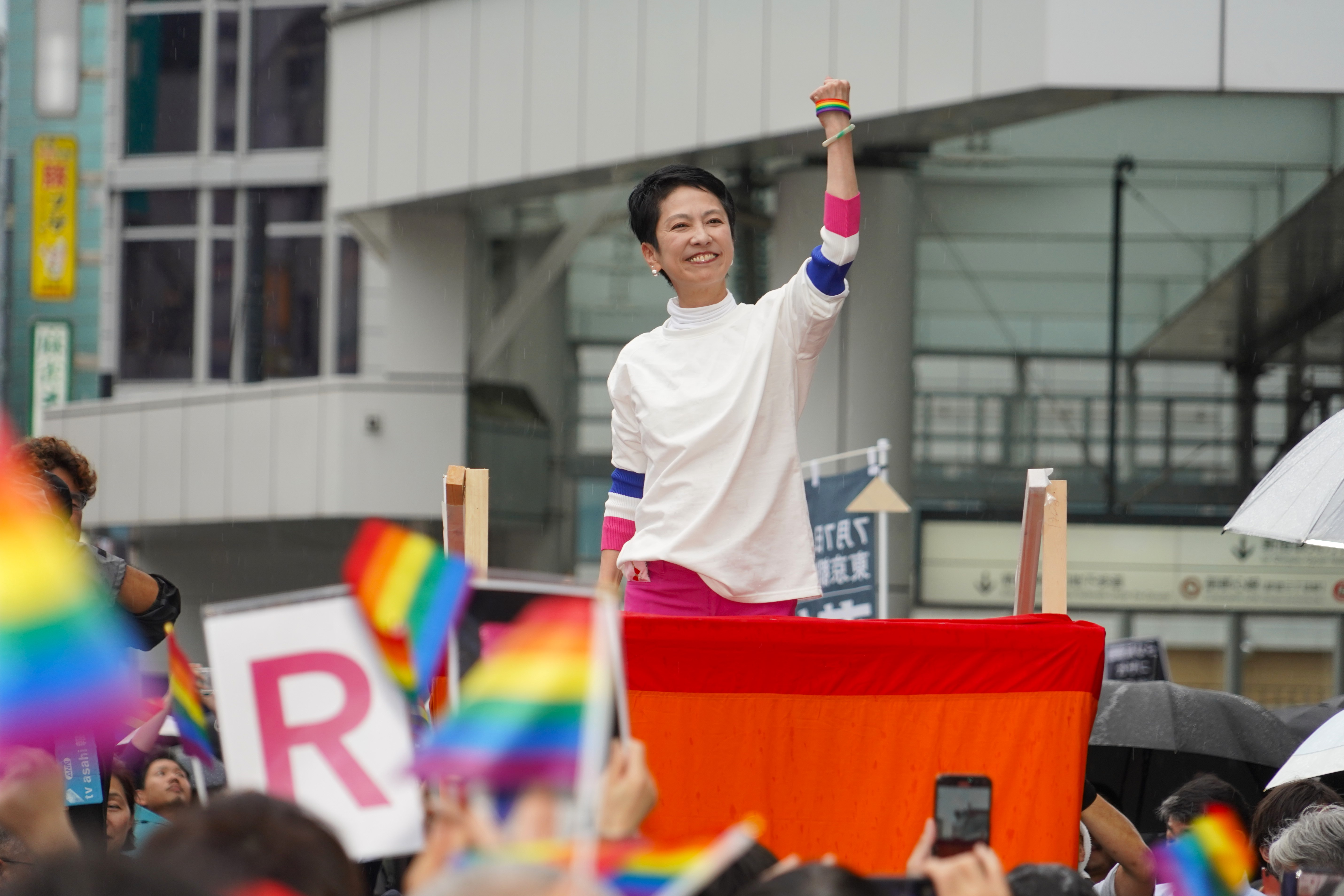
新宿駅前で演説する蓮舫

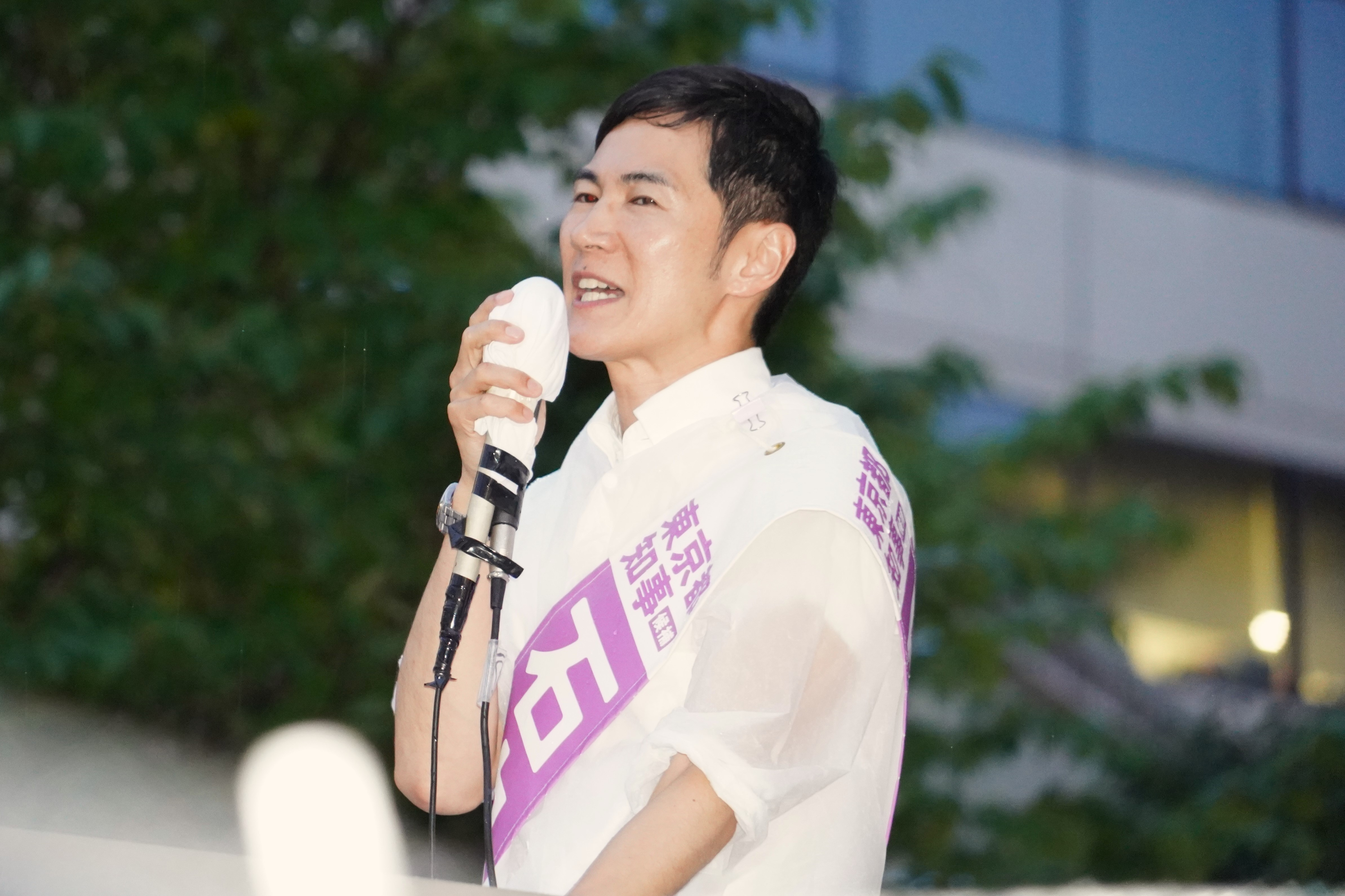
有楽町イトシア前で演説する石丸伸二

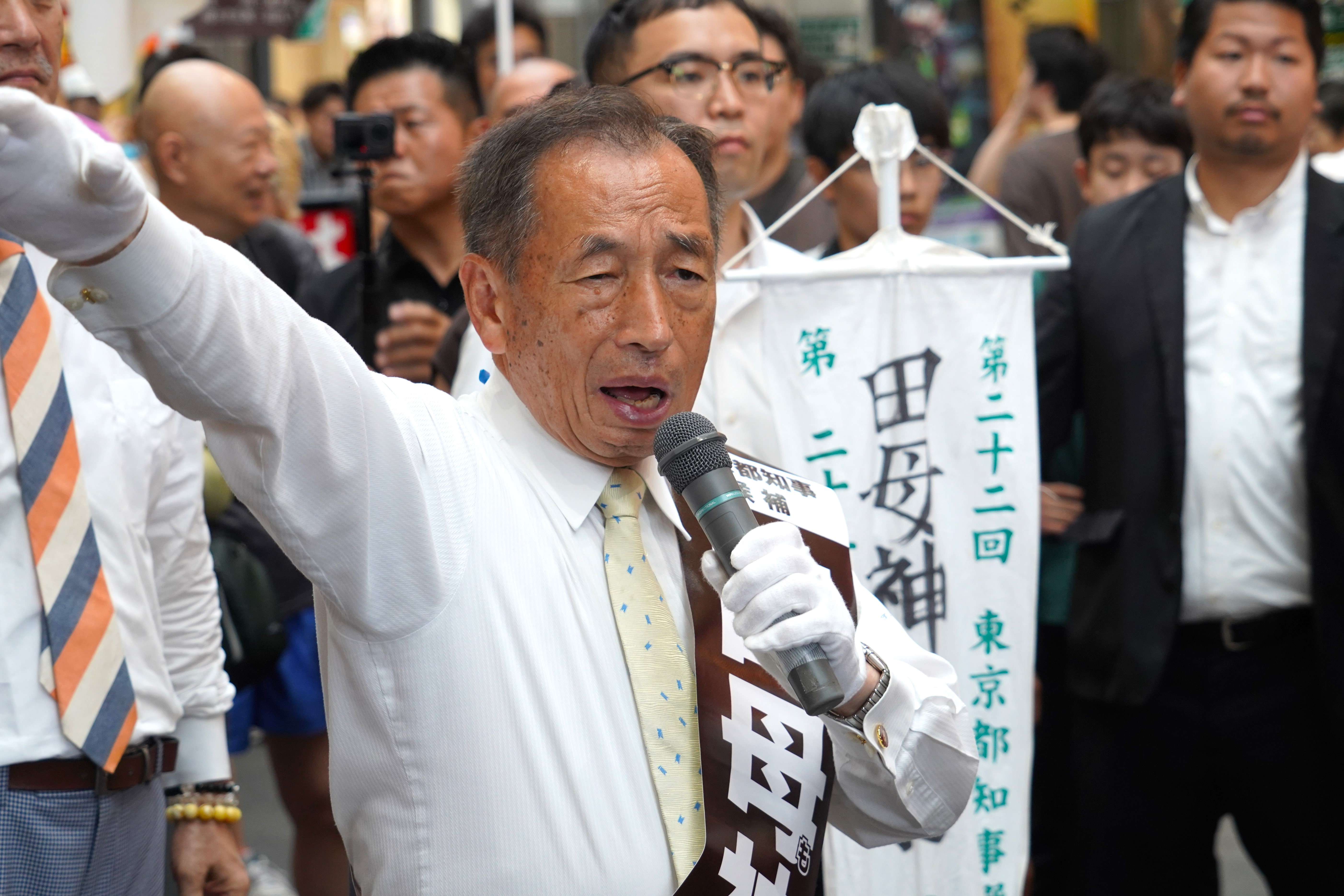
大山ハッピーロードで演説する田母神俊雄

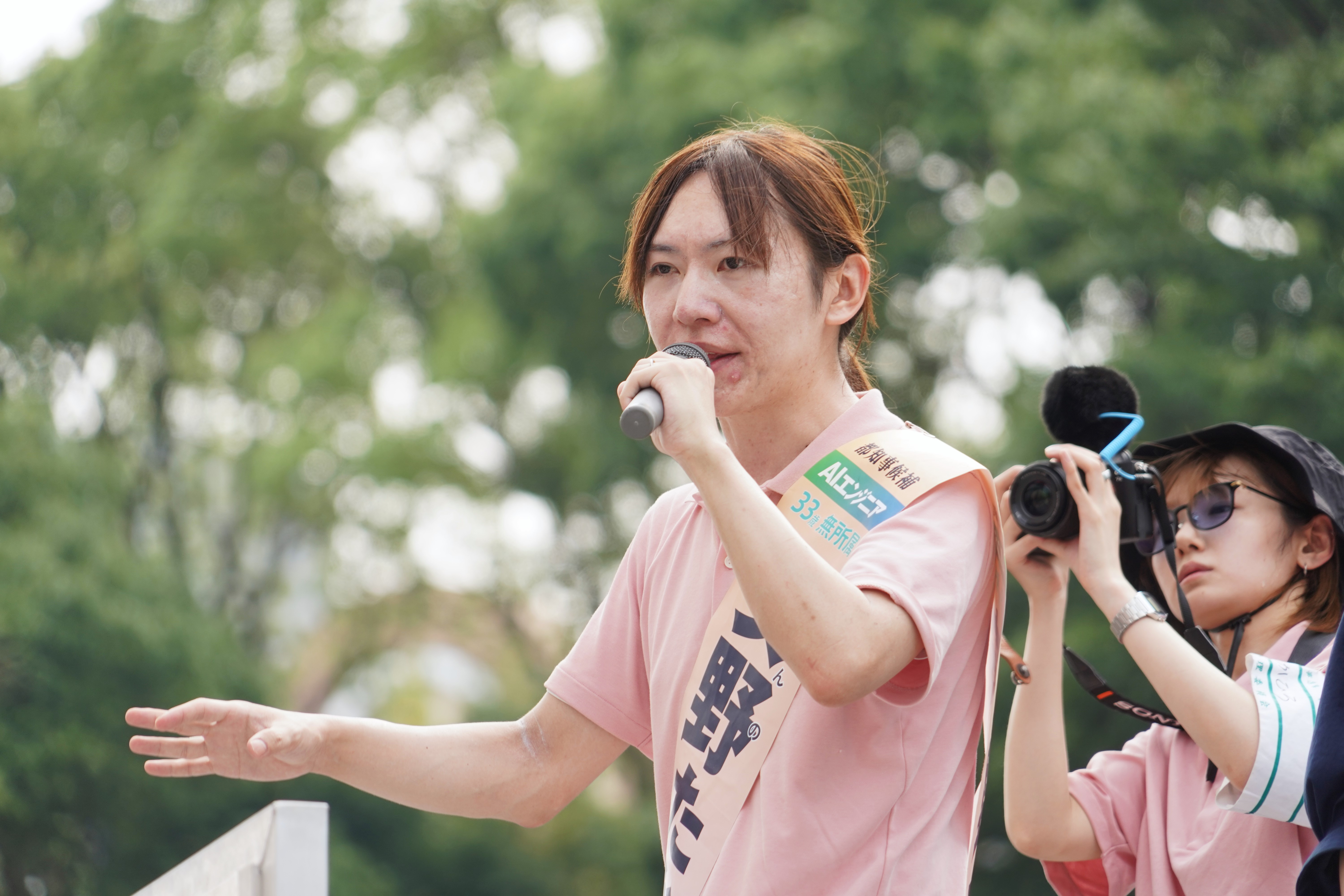
上野駅近くで演説する安野貴博

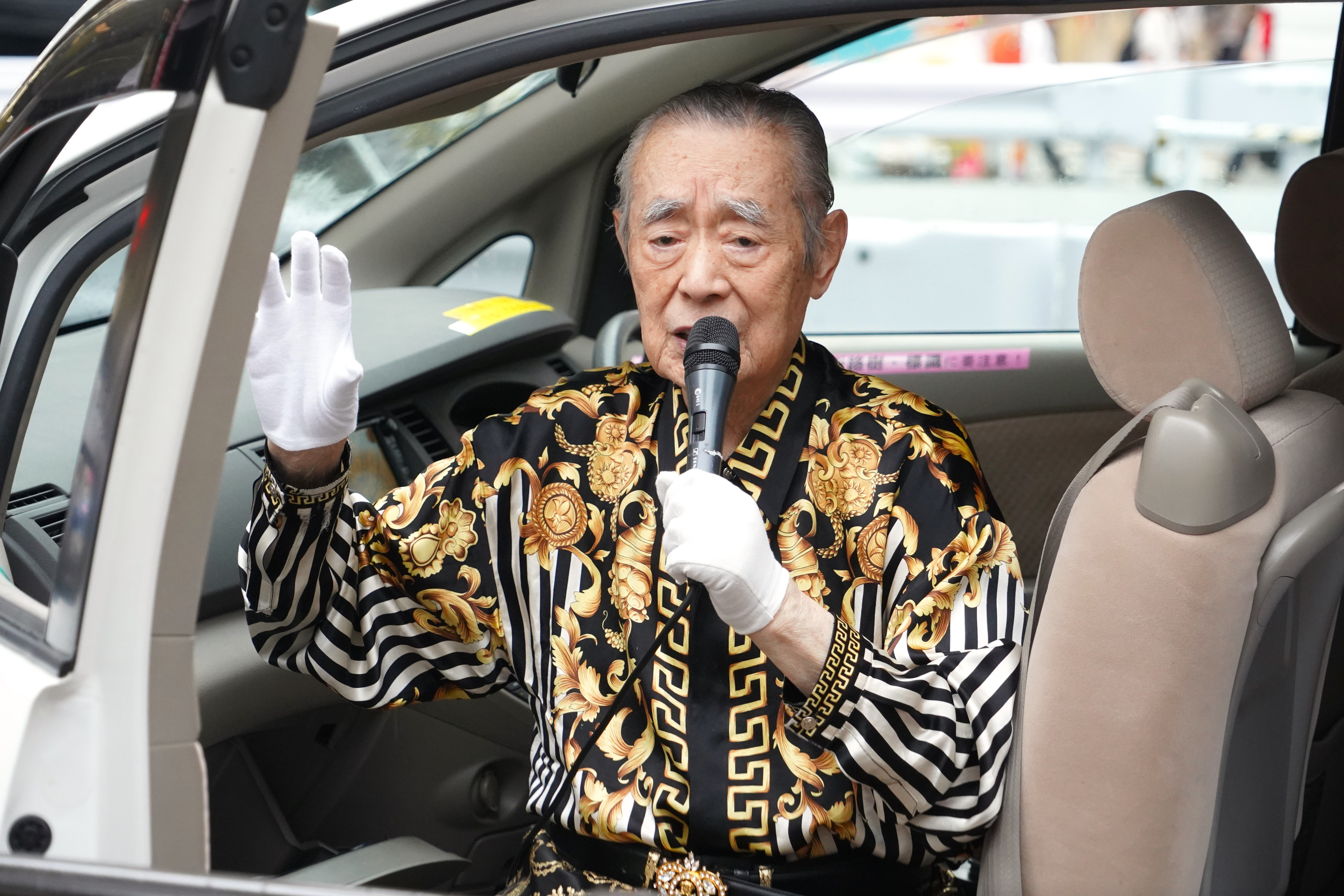
渋谷駅前で演説するドクター中松

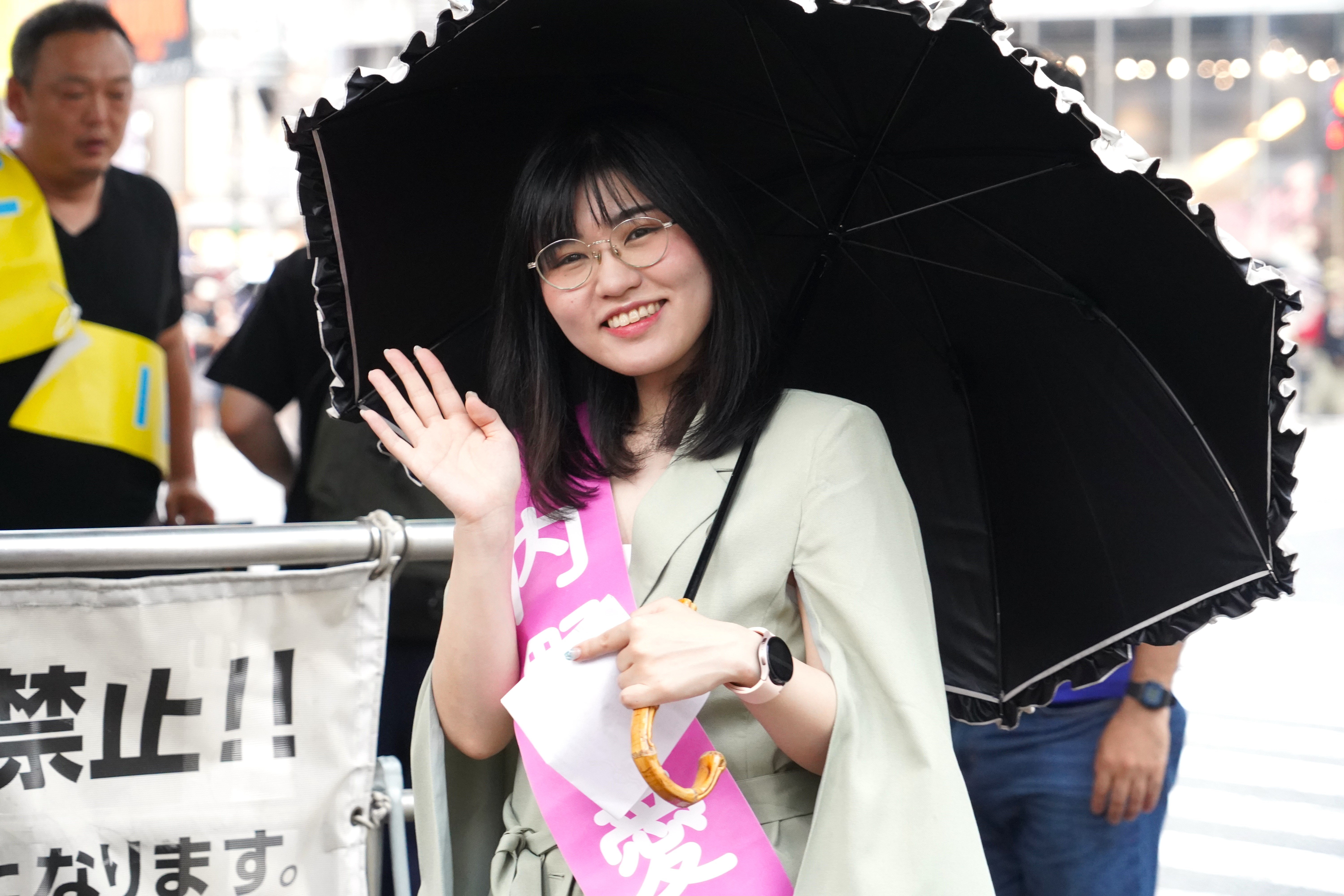
渋谷駅前で宣伝する内野愛里

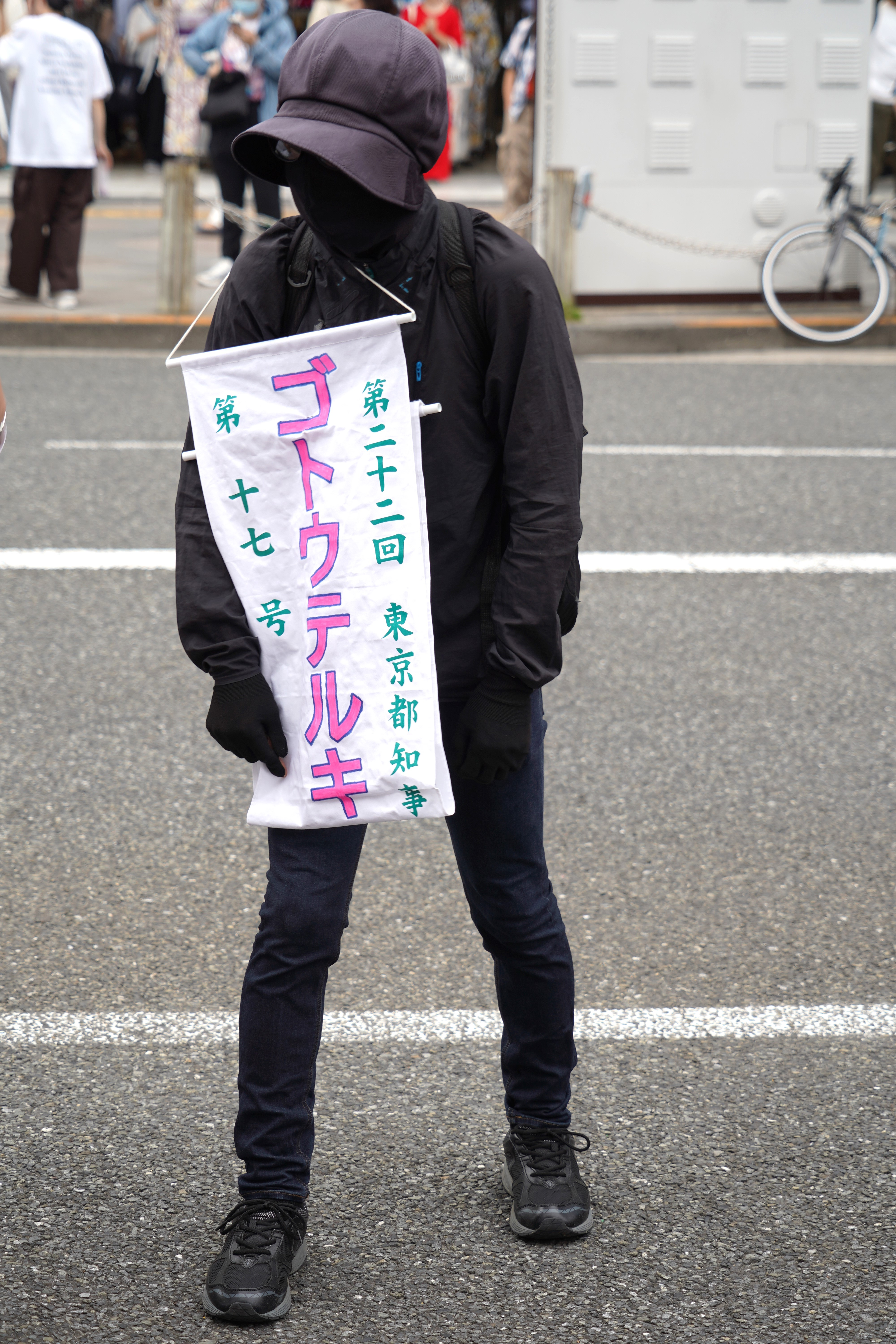
選挙活動として新宿アルタ前でサイファーをする後藤輝樹

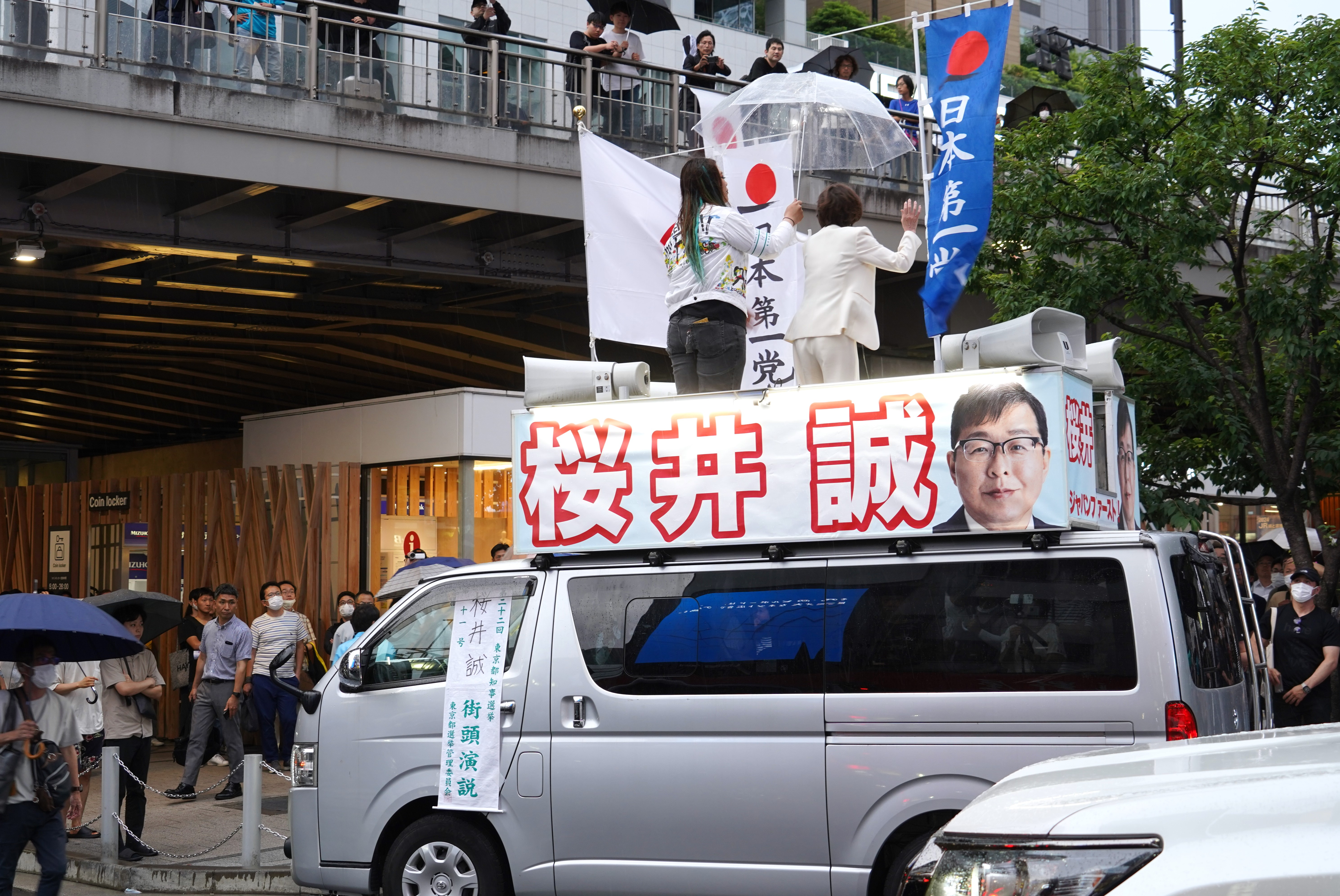
新宿駅前にとまる桜井誠の街宣車

### 候補者数の増加
- 今回の立候補者数は56人となり、過去最多だった前回の都知事選挙の22人の2.5倍の候補者数となった。読売新聞は2012年に都知事選挙が統一地方選挙から外れたことで全国的な注目が集まり増加傾向にあるとしている[138]。全国的に注目されることによる宣伝・売名効果もあり、NHKから国民を守る党の立花孝志党首も「都知事選は注目度が高く、宣伝効果は数千万円に匹敵する。300万円を支払う価値はある」と、供託金を上回る利益をもたらすことを指摘する。一方で、現状の制度が想定していない事態が起きており、選挙のあり方を考える必要があるとする指摘もある[139][140]。
- 都選管は立候補者受付のリハーサルを予定していたが、事前審査で受理した書類対応に時間がかかったためリハーサルを中止した[141]。リハーサルは恒例の取り組みであり、中止となるのは異例だという。
- 都庁で行われた立候補届出は受付開始時点の8時半で23陣営が集まり、抽選の結果で届出の順番が決められた。この23陣営の届出の手続きは11時近くまで及んだため、街頭演説の第一声が大きく遅れる陣営も見られた[142]。
- NHKから国民を守る党の大量立候補など、多数の立候補の見込みがあったことから、都選管は48人分のポスター掲示場を用意していた。しかし、実際には48人を超える届け出があったため、49人目以降の候補者に対してはA3判のクリアファイル・雨よけのビニール袋・画鋲を支給したうえで、掲示板の周囲に候補者自らに取り付けるように要請した[143]。都選管選挙課長はこの対応について「今日中にすべての候補者のポスターを掲示するため、やむを得ずこうした対応となった」と取材に答えている[142]。なお、これを巡っては49人目以降の候補者の一部が「雨や風でポスターがはがれたり、顔や名前が見えなくなったために損害を被った」として、選挙期間中の7月5日までに東京都や東京都選挙管理委員会などに対して、損害賠償を求める訴訟を東京地方裁判所に起こしている(後述)[144][145][146][147]。
- 政見放送も、テレビではNHK総合とTOKYO MX、ラジオではNHKラジオ第1とTBSラジオで放送されるが、一部候補者は経歴放送のみ[注 5]になるものの、候補者多数の影響を受けてテレビでの総放送時間がNHK総合では11時間6分[注 6]、TOKYO MXでは17時間46分[注 7]に達する見込みとなった[148]。また、TBSラジオでは6月30日深夜（7月1日未明）に放送予定だった『文化系トークラジオ Life』の放送日時を7月28日深夜（29日未明）に移動させることが公示前に確定していたが、候補者数の増加が影響し7月1・2日深夜（2・3日未明）の『CITY CHILL CLUB』をネット局のみで放送するという異例の対応となっている[149]。

### ポスターを巡るトラブル
- 政治団体「NHKから国民を守る党」（以下「NHK党」）は「東京都知事選挙ポスター掲示場ジャック大作戦」と称し、都内約1万4000ヶ所のポスター掲示場から特定の1つの掲示場を選んで寄付を行うことで、同党の候補者のスペースに寄付者が自由に作成したポスターを貼ることができる取り組みを行った。総務省はポスターの内容について「虚偽事項、また他の候補者の選挙運動に関わる内容、そして、法令に触れる内容を除いて、制限はない」「販売行為、第三者への提供を禁止する規定はない」と見解を示しているものの、法の穴を突いたやり方に対して告示前から有識者から問題視する声は上がり、掲示板ジャックに反対するオンライン署名は告示前日の19日には2万筆を集めた[150][151][152]。NHK党からは党の公認候補や同党の関係者を含め24名が立候補し、掲示板の半数のスペースを同党のポスターが独占することとなった。21日に行われた立花孝志党首の会見によると、同日の時点で「売却」された掲示板数は1000〜1500ヶ所にのぼるという[153]。そのような中で以下のようなトラブルが発生した。
  - 6月22日の夜には、NHK党が渋谷区の公営掲示板に掲出したポスターについて、女性専用風俗の広告があったとして、警視庁が風俗営業法に違反する可能性を指摘、警告を発したことが明らかになった。立花は警告に応じ、ポスターの撤去を行った[154]。
  - さらにNHK党が渋谷区の公営掲示板に掲出したポスターのうち一部で、2020年7月に死去した俳優の三浦春馬を模したイラストが掲載されており、三浦のファンサイトを運営する人物が同党からポスター枠を購入し、掲出したとされている。これに対しネット上などで批判の意見が上がっていたが、生前に三浦が所属し没後も肖像権を管理する芸能事務所のアミューズは28日、「東京都知事選挙の掲示板に当社所属アーティストである三浦春馬の氏名と肖像（似顔絵）が使用された選挙ポスターが掲示されていますが、そのような利用については一切許諾しておらず、当社は東京都選挙管理委員会に対し抗議しております。このような事態に当社は強い憤りを覚えており、またご遺族も大変心を痛めております」と抗議の声明文を掲出した[155]。その後、立花が掲示依頼者に確認したところ、依頼者がアミューズに無断でポスターを作成した事を認め、撤去に同意したことから、立花は謝罪の上で同ポスターを撤去する意向を示した[156]。
- 候補者の河合悠祐は、「表現の自由への規制反対」を訴えて全裸の女性の乳首と女性器のみを隠したポスターを掲示した。警視庁は20日夜に河合を同庁本部に呼び出し、東京都迷惑防止条例（卑猥な言動）に当たるとして口頭で警告を出した[157][158][159]。この日、河合はXの投稿で「表現の自由の重要性を主張するため、また今の社会の道徳性を変えるために、このポスターを貼ったため、公権力から強制的に剥がす行為をさせられることは非常に無念ですが、私はあくまでルールの範囲内で、合法の範囲内で選挙を行う意向ですので、警視庁がルールを示した以上ポスターは速やかに剥がしていく予定です」と意見を発表。翌朝までに当該ポスターの多くが剥がされた[160][161]。
  - 上記の選挙ポスターについて、都民からの苦情や問い合わせの電話・メールが都選挙管理委員会に殺到し、NHKが選管に取材したところによると、告示日の20日から翌21日午前までで既に1000件以上に達した[162]。
- 一連のポスターをめぐる問題について、自民党の茂木敏充幹事長は記者会見で公職選挙法が想定していない問題だとして「今後、公職選挙法の見直しも含め対応を検討していく必要がある」と発言。また、公明党の山口那津男代表や立憲民主党の岡田克也幹事長、国民民主党の玉木雄一郎代表、日本共産党の小池晃書記局長、日本維新の会の吉村洋文共同代表（大阪府知事）といった各主要国政政党の幹部も選挙時のポスターにおけるルール作りを検討すべきとの同様の見解を示した[163][164][165]。
- また、先述したポスター掲示場の枠が候補者の人数に足りず届け出番号49番以降の候補が枠外にクリアファイルで留めることを求められた件について、「掲示作業に時間を要する」「貼っても風雨で曲がったり剥がれてしまう」といった声が候補者側からみられた。これを「公正な選挙に反する」として都への提訴を行う陣営もみられ、届け出番号50番の小林弘は都・都知事・都選管委員長に対してポスター印刷代などの選挙費用2000万円の損害賠償を求め3日に、同じく56番のアキノリ将軍未満を擁立した政治団体「ネオ幕府アキノリ党」は都に対して法的な地位確認を目的とした1円の損害賠償を求めて4日に東京地方裁判所へ提訴している[166]。また河合悠祐は届け出番号18番で枠内に貼ることはできたものの、「全体の選挙の公平さがなかった」として8日に都知事・都選管へ300万円の損害賠償を求め東京地裁へ提訴、さらに同日には選挙無効の異議申し立てを都選管へ行った[167]。都選管に申し立てを棄却されたため、河合は選挙無効を求め東京高裁に提訴。11月10日、東京高裁は「見やすさに多少の差異が生じた可能性は否めないが、見やすい場所に設置されなかったとまでは認められない」 として訴えを棄却した[168]。

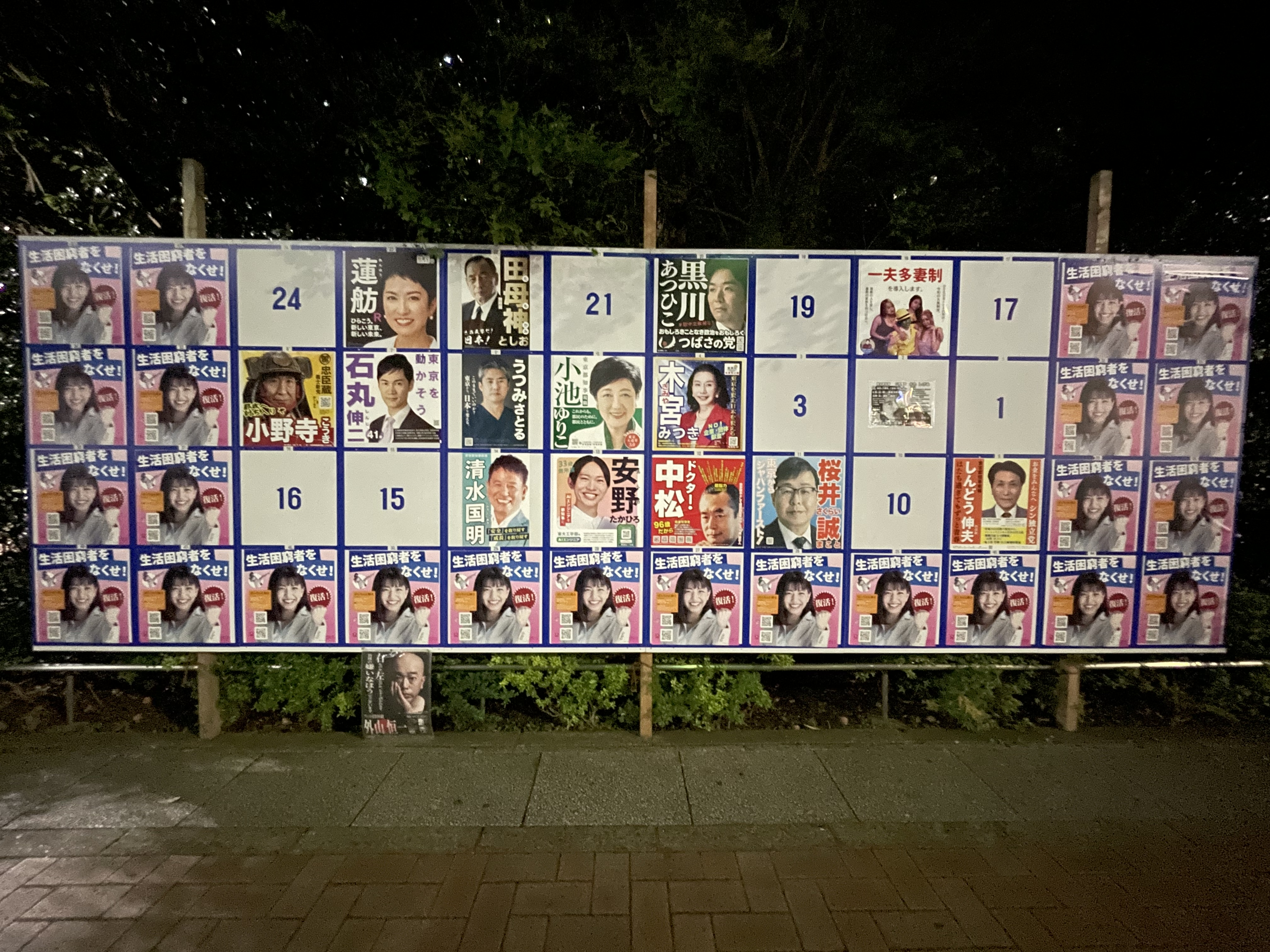
NHK党によって「ジャック」された掲示板。なお、当該ポスター上の女性は立候補者ではない。
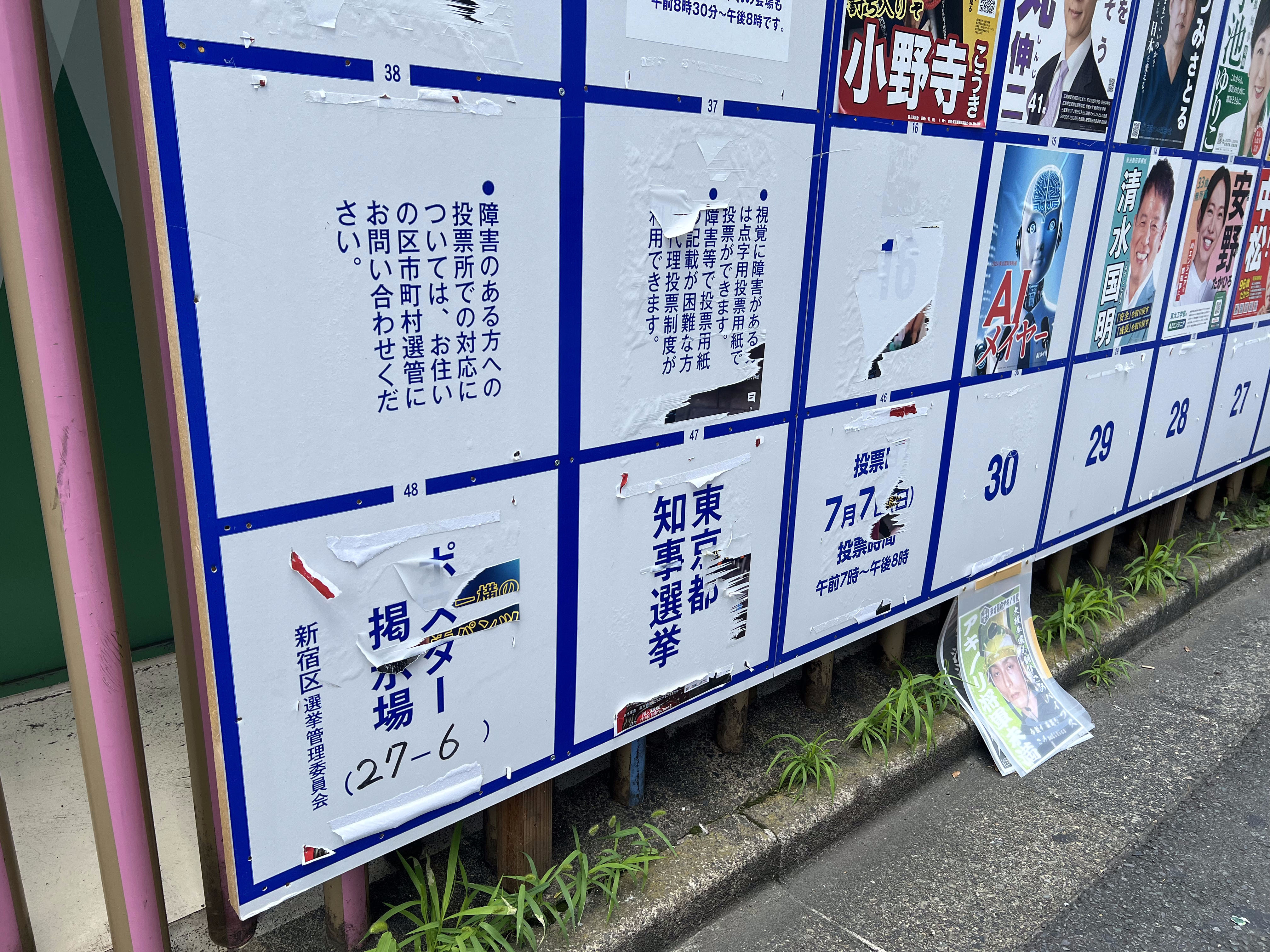
破り取られたポスターの例。枠外には掲示場に貼ることのできなかった候補のポスターもみられる。

### 政見放送を巡るトラブル
- 政見放送では女性候補者が「セクシーでしょ」などと言いながらシャツを脱いだり、放送内で商品名を述べたことで宣伝を疑われた事例や、男性候補者が手話通訳者に対して大声を浴びせたりするなどの事例が発生し、物議を醸すことになった。自由民主党幹事長代行の梶山弘志は「公職選挙法が想定していない問題が生じている。同法の見直しも含め、対応策を検討する必要がある」とコメントしている[169][170][171][172]。

### 殺害・爆破予告
- 小池百合子や蓮舫の選対本部および関係先に殺害・爆破予告の脅迫文が相次いだ。選挙妨害を受けた両陣営とも警視庁に被害届を提出、脅迫容疑で捜査している[173]。
  - 6月23日午前、蓮舫の選挙事務所や関係先に「ナイフでめった刺しにして殺す」と書かれたFAXが送られた。FAXには、ほかにも「硫酸を手に入れた」「爆弾を仕掛けて6月24日に爆破する」などと書かれていたという[174]。
  - 6月24日午後、小池が最高顧問を務める都民ファーストの会の豊島区事務所にも「硫酸をかける」「爆薬を仕掛けた」などと書かれた蓮舫陣営とほぼ同様の脅迫文がFAXで届いた[175]。
- 前述の河合悠祐のヌードポスターをめぐり、被写体であったモデルの桜井MIUに対する殺害予告が届いたため、河合および桜井の応援演説は中止となった[176]。

### 公共物へのシール無許可貼り付け

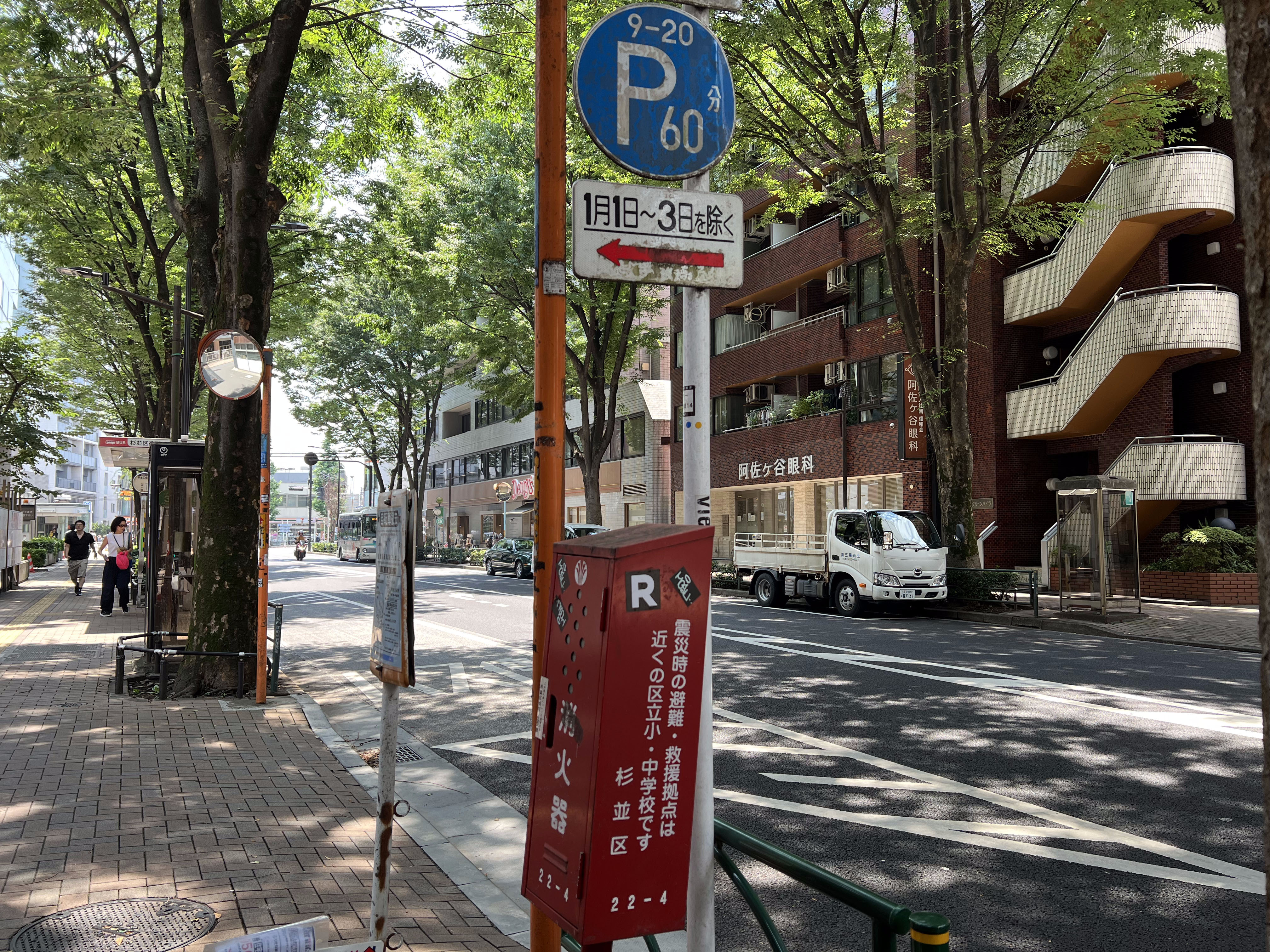
阿佐ヶ谷の街路消火器ケースに貼られた「R」シール

- 蓮舫は自身のイニシャルである「R」のロゴを選挙前より告知物やTシャツに積極的に利用する選挙戦を展開していたが、新宿や渋谷などの繁華街の電柱やガードレール、道路標識などに「R」の入ったシールが多数貼られていることが確認された。都民ファーストの会幹事長の尾島紘平[注 8]は、Xに「蓮舫さん陣営は、街中に貼りまくった『Ｒ』のシールを早急に剥がしてください。やり口は暴走族やピンクチラシと同じですが、普通に犯罪だし笑えません。モラルが無さすぎる」と投稿、蓮舫陣営のしわざと判断した根拠を小池百合子の演説の際に『Ｒ』のプラカードを掲げて大声・奇声を挙げていた一団が貼って帰ったのを自身が目撃したからだとした[178]。この「R」ロゴシールの公共物の貼付けについて、蓮舫の選挙事務所関係者が実際にこれを行っていたとか、貼付けるよう呼びかけを行っていたとかいった証言は全く出てきていない。蓮舫自身は「R」シールが貼られた状況について、記者団に「まったく意味がわからない」と回答している[178]。
- 詩人の渡辺八畳は都知事選後より、自身のアート作品へ使うために「R」シールを剥がす活動を展開し、2024年7月18日までに127枚を剥がした[179]。その後9月に「早稲田あかね」で、剥がした「R」シールの実物および映像作品などを展示した「Ｒ 真夏の『春殖』」を開催している[180]。

### SNSでの偽情報
選挙期間中、候補者を批判するような偽の画像などが拡散された。
- 小池百合子が「カイロ大学首席卒業」と書かれた垂れ幕と共に演説しているように見せかけるコラージュ画像[181]。
- 蓮舫がテレビ番組で「尖閣領土は日本の領土だ」という質問に対してバツ印で答えているように見せかけるため、テロップを加工した画像[181]。
  - NHKによると、この画像は8年前から投稿され、度々拡散を繰り返している。
- 石丸伸二の演説に、多く人が集まっているように見せかけるために海外の音楽ライブの様子をコラージュした画像を、陣営側によって行われた捏造であると偽った投稿[181]。

また、NHKによれば、「期日前投票で票が書き換えられたりすり替えられたりする」という偽情報がX（旧Twitter）やTikTokで拡散したほか、投票日（7月7日）当日の投票率だけを全体の投票率と誤認して批判する投稿、立候補していない人物による「なりすまし立候補」などの誤情報が拡散していたことが確認されている。

### その他
- 立候補した桑原真理子が名乗った党派に関し、実在の企業名や役員の個人名を挙げていたことから、当該企業は公式サイトでリリースを発表、その中で桑原及びその団体からは連絡を受けたことや接したことが無く、今回の活動は名誉毀損や業務妨害、違法行為にあたるとし、桑原にこうした活動を中止するよう警告、捜査機関への被害申告や法的措置を行う事を表明した[182]。なお、桑原は24日に都選管に所属を当該政治団体から無所属へ変更する届け出を行い、受理されている[11]。
- 警視庁によると、選挙期間中に逮捕された人数は前回より7人多い8人となり、このうち4件はポスターを破るなどの公職選挙法違反、暴行・器物損壊が各2件ずつであった。公職選挙法違反の疑いで警告を受けた件数は22件となり、前回より19件減少した。このうち13件がポスター掲示やのぼり旗などの「図画掲示」に関する違反であった[183][184]。

## 報道
マスメディアは当初、小池百合子と蓮舫の戦いになると報道した。そのため、それ以外の候補者は不利な扱いとなったと選挙後、投票で2位となった石丸伸二は述べた。選挙活動が始まってからは、小池、蓮舫、石丸に加えて、田母神俊雄の4人が主に報道されることとなったが、それでも、選挙情勢の報道などでは、「小池がリードし蓮舫が激しく追い上げる」などと書き、小池と蓮舫が接戦を演じているという趣旨の報道が目立った。一方で、「小池リード、蓮舫・石丸が猛追」と石丸に言及するメディアは読売新聞・日本テレビなどごく一部であった。実際に発表された選挙結果（以下参照）を見ると、追い上げていたのは石丸であったが、石丸が2位になることを予測する大手メディアはほとんど無く、マスメディアによる事前調査は外れた。

### 出口調査
投票が午後8時までに締め切られ、NHKによる事前の情勢取材や投票を済ませた有権者を対象に行った出口調査で、現職の小池百合子が、広島県安芸高田市の元市長石丸伸二、立憲民主党・共産党・社民党が支援した元参議院議員の蓮舫らを大きく引き離し「きわめて優勢」と報道し、6日までに期日前投票をした人を対象に行った調査でも小池が上回っており、今後、順調に得票を伸ばすことが見込まれることから、小池の3回目の当選が確実とした。
支持政党別（読売新聞と日テレによる出口調査）では、小池には自民支持層の67％、公明支持層の77％が投票し、蓮舫には立民支持層の59％、共産支持層の71％が票を投じた。また、立民支持層の19％と共産支持層の10％が小池に流れ、石丸も自民支持層の20％、立民支持層の18％を取り込んだ。一方、無党派層では、石丸には36％、小池には31％、蓮舫には17％が投票したほか、朝日新聞・東京新聞・共同通信実施の各出口調査でも石丸がトップとなった。前回選挙では無党派層の50％余りが小池を支持し次点以下に大差をつけたが、今回は無党派層で石丸が支持を集めて小池と競り合い、全体を通して石丸がやや優勢となった。
年代別（NHK・朝日新聞の各出口調査）では、10〜20代は石丸が40％代、小池が20％代後半の支持となり、石丸が10ポイント以上リードした。30代・40代では小池・石丸がいずれも30％台となったが、50代では小池支持が40％台となり、60代以上では小池・蓮舫の両氏が割合を伸ばした。前回選挙では全ての年代で小池が最も支持されたが、今回は18・19歳、20〜30代では石丸がトップとなり、40〜70代、80歳以上では小池が最も支持された。この結果について毎日新聞は、石丸が活用したYouTubeやX（旧・ツイッター）といったSNSを積極的に駆使した若者向けの選挙戦略が功を奏したと報じている。

#### 出口調査に対する反応

##### 小池百合子
今回の出口調査の結果について、第一声として「皆様、このたび、都民の皆さんの力強いご支持を賜りまして、3期目、この大東京、都政の舵取りをお任せいただきました。そしてこの暑い中、選挙戦を支えて下さいました関係者の皆様方、そしてこの熱い思いを皆さんが届けていただいたこと、ますます重責を痛感するところでございます。」と述べた。第二声として、「物価高、円安も伴って厳しい状況だ。全体としての少子化対策、産業も大きく変わる中、DXをどう進めていくのか。世界と比べても女性活躍の環境は十分ではない。東京大改革のバージョンアップを進めていく。子育てと教育にお金や負担がかからない東京を目指し、第2子までの保育料無償化をさらに広げ、第1子からという設計を進めていきたい。」と3期目への公約を掲げた。そのほかにも、「もっと改革を進めろ、生活を支えてくれという思いを頂戴した」と語った。

##### 石丸伸二
今後の対応について、「国政は選択肢の一つ。例えば広島1区、岸田文雄首相の選挙区だ」と述べた。その一方で、「それをする、と決めたわけではない。選択肢はテーブルに載っている状態だ」と強調し、意思はないとした。そのほか、「今から4年後はその間、いろんなことがあると思う。情勢次第だ」とも語った。

##### 蓮舫
記者団から敗因について問われ、「じっくり色々考えさせて頂きたいと思うが、私の力不足。そこにつきると思う」と述べた。今後の政治活動について「現時点で自分の中ではまだピリオドを打てている気持ちではないので、もう少し考えたい」と述べた。

## 選挙結果
各候補の得票率
3選を目指す現職の小池が自民・公明の両党からの支援を受けて序盤から選挙戦を優位に進め、無党派層の票も取り込んで勝利を収めた。広島県安芸高田市の前市長の石丸伸二は知名度の低さを街頭演説やインターネットなどで補い、SNSを使用した積極的な情報発信が無党派層の支持を広げ、既成政党への不満や政治不信の有権者の受け皿となって2位に食い込んだ。立憲民主党と共産党が支援した蓮舫は政治資金問題を抱える自民党や小池都政を批判する演説を繰り返して選挙戦に挑んだが、都政への具体的な言及が無党派層に広がらず、石丸の後塵を拝した。田母神は前回の都知事選で公職選挙法違反による有罪判決を受け、前年末に公民権が復活してから初の選挙となり、保守層の受け皿を目指し「災害に強い東京を作る」と強調して都民税の減税や教育勅語の復活などを公約に掲げたが十分に浸透しなかった。AIエンジニアの安野は、テクノロジーを活用した選挙への取り組みや公約に対しての要望をリアルタイムに反映するなど一定の評価を集めるも、多くのメディアで主要候補として扱われることはなく知名度上昇の点で伸び悩んだ。タレントの清水国明は「人生初」の選挙戦として臨んだ今回の都知事選について、島嶼や奥多摩地域も含めた都内全域を回り、7月1日から6日には能登半島地震の被災地を訪れて現地の様子をSNSで伝えながら災害対策の重要性を訴えるも、支持拡大には届かなかった。
19人の公認候補を含む24人の候補者を擁立したNHKから国民を守る党は多くの候補が4桁の得票数にも届かず下位落選となったが、弁護士の石丸幸人が全体8位となる96222票を集めた。しかし、石丸伸二との書き間違いが多く見られた可能性があり、立花は「有権者の12人に1人ぐらいは伸二さんに入れたかったのが、幸人さんに入れてしまったのではないか」と語っている。
今回の選挙では、56人の立候補者のうち小池、石丸伸二、蓮舫を除く53人は有効得票数の10％を割り込んだため、供託金が没収された。これにより没収となった供託金の合計額は1億5900万円にもおよび、地方選挙に限れば供託金の没収総額が1億円を超えたのは初めてとなる。得票率1%を突破した候補も9位の桜井誠までに留まった（前述の清水を除く6候補と、内海聡、ひまそらあかね、桜井）。最低の得票者は211票で1975年都知事選で記録した390票を下回り、公選以降最低の得票数を更新した（立候補無効を除く）。
なお、今回の投票率は60.62％で、前回・4年前を5.62ポイント上回った。
また、今回都知事選とともに同日選挙となった都議会議員の補欠選挙（9選挙区）は、萩生田光一・下村博文の裏金問題が響き、8選挙区に候補者を擁立した自民党は弔いの府中市と前任の不祥事により板橋区のみの2勝6敗に終わり、欠員前勢力を割り込んだうえ、目標としていた4議席以上の獲得にも及ばず大敗。一方、小池百合子が特別顧問を務める地域政党「都民ファーストの会」は候補者を擁立した4選挙区のうち、3議席を獲得。立憲民主党は1議席を確保。諸派（新時代の八王子）1人、無所属2人が当選。日本共産党、日本維新の会は議席の獲得はならなかった。

### 候補者別得票数
| 順位 | 候補者名         | 党派                                            | 新旧 | 得票数        | 得票率 | 惜敗率 | 供託金 | 偏差値 |
| ---- | ---------------- | ----------------------------------------------- | ---- | ------------- | ------ | ------ | ------ | ------ |
| 1    | 小池百合子       | 無所属                                          | 現   | 2,918,015.000 | 42.77% | ――     |        | 109.9  |
| 2    | 石丸伸二         | 無所属                                          | 新   | 1,658,363.406 | 24.30% | 56.83% |        | 82.9   |
| 3    | 蓮舫             | 無所属                                          | 新   | 1,283,262.000 | 18.81% | 43.98% |        | 74.9   |
| 4    | 田母神俊雄       | 無所属                                          | 新   | 267,699.000   | 3.92%  | 9.17%  | 没収   | 53.7   |
| 5    | 安野貴博         | 無所属                                          | 新   | 154,638.000   | 2.27%  | 5.30%  | 没収   | 50.7   |
| 6    | 内海聡           | 市民がつくる政治の会                            | 新   | 121,715.000   | 1.78%  | 4.17%  | 没収   | 50.0   |
| 7    | ひまそらあかね   | 無所属                                          | 新   | 110,196.000   | 1.62%  | 3.78%  | 没収   | 49.8   |
| 8    | 石丸幸人         | 石丸幸人党                                      | 新   | 96,222.534    | 1.41%  | 3.30%  | 没収   | 49.5   |
| 9    | 桜井誠           | 日本第一党                                      | 新   | 83,600.995    | 1.23%  | 2.86%  | 没収   | 49.2   |
| 10   | 清水国明         | 清水国明と東京都の安全な未来をつくる会          | 新   | 38,054.000    | 0.56%  | 1.30%  | 没収   | 48.2   |
| 11   | ドクター・中松   | 無所属                                          | 新   | 23,825.000    | 0.35%  | 0.82%  | 没収   | 47.9   |
| 12   | 大和行男         | 無所属                                          | 新   | 9,685.000     | 0.14%  | 0.33%  | 没収   | 47.6   |
| 13   | 小林弘           | 無所属                                          | 新   | 7,408.000     | 0.11%  | 0.25%  | 没収   | 47.6   |
| 14   | 後藤輝樹         | ラブ&ピース党                                   | 新   | 5,419.000     | 0.08%  | 0.19%  | 没収   | 47.5   |
| 15   | 木宮光喜         | 未来党                                          | 新   | 4,874.000     | 0.07%  | 0.17%  | 没収   | 47.5   |
| 16   | 福本繁幸         | 無所属                                          | 新   | 3,245.000     | 0.05%  | 0.11%  | 没収   | 47.5   |
| 17   | AIメイヤー       | AI党                                            | 新   | 2,761.000     | 0.04%  | 0.09%  | 没収   | 47.5   |
| 18   | 内藤久遠         | 無所属                                          | 新   | 2,339.000     | 0.03%  | 0.08%  | 没収   | 47.4   |
| 19   | 横山緑           | NHKから国民を守る党                             | 新   | 2,174.000     | 0.03%  | 0.07%  | 没収   | 47.4   |
| 20   | 内野愛里         | カワイイ私の政見放送を見てね                    | 新   | 2,152.000     | 0.03%  | 0.07%  | 没収   | 47.4   |
| 21   | 河合悠祐         | ジョーカー議員と投票率を上げる会                | 新   | 2,035.000     | 0.03%  | 0.07%  | 没収   | 47.4   |
| 22   | 向後真徳         | 無所属                                          | 新   | 1,951.000     | 0.03%  | 0.07%  | 没収   | 47.4   |
| 23   | 黒川敦彦         | つばさの党                                      | 新   | 1,833.000     | 0.03%  | 0.06%  | 没収   | 47.4   |
| 24   | 桑原真理子       | 無所属                                          | 新   | 1,747.000     | 0.03%  | 0.06%  | 没収   | 47.4   |
| 25   | 福永活也         | NHKから国民を守る党                             | 新   | 1,281.000     | 0.02%  | 0.04%  | 没収   | 47.4   |
| 26   | 野間口翔         | 無所属                                          | 新   | 1,240.000     | 0.02%  | 0.04%  | 没収   | 47.4   |
| 27   | 澤繁実           | 無所属                                          | 新   | 1,232.000     | 0.02%  | 0.04%  | 没収   | 47.4   |
| 28   | 牛窪信雄         | 無所属                                          | 新   | 1,153.000     | 0.02%  | 0.04%  | 没収   | 47.4   |
| 29   | 小松賢           | ゴルフ党                                        | 新   | 894.000       | 0.01%  | 0.03%  | 没収   | 47.4   |
| 30   | 遠藤信一         | NHKから国民を守る党                             | 新   | 882.328       | 0.01%  | 0.03%  | 没収   | 47.4   |
| 31   | 二宮大造         | NHKから国民を守る党                             | 新   | 833.000       | 0.01%  | 0.03%  | 没収   | 47.4   |
| 32   | 竹本秀之         | 無所属                                          | 新   | 812.000       | 0.01%  | 0.03%  | 没収   | 47.4   |
| 33   | アキノリ将軍未満 | ネオ幕府アキノリ党                              | 新   | 792.000       | 0.01%  | 0.03%  | 没収   | 47.4   |
| 34   | 小野寺紘毅       | 忠臣蔵義士新党                                  | 新   | 759.000       | 0.01%  | 0.03%  | 没収   | 47.4   |
| 35   | 山田信一         | NHKから国民を守る党                             | 新   | 691.669       | 0.01%  | 0.02%  | 没収   | 47.4   |
| 36   | 木村嘉孝         | NHKから国民を守る党                             | 新   | 676.000       | 0.01%  | 0.02%  | 没収   | 47.4   |
| 37   | 新藤伸夫         | お金をみんなへ シン独立党                       | 新   | 669.000       | 0.01%  | 0.02%  | 没収   | 47.4   |
| 38   | 中江友哉         | NHKから国民を守る党                             | 新   | 612.000       | 0.01%  | 0.02%  | 没収   | 47.4   |
| 39   | 加藤英明         | NHKから国民を守る党                             | 新   | 588.051       | 0.01%  | 0.02%  | 没収   | 47.4   |
| 40   | 加賀田卓志       | 覇王党                                          | 新   | 578.000       | 0.01%  | 0.02%  | 没収   | 47.4   |
| 41   | 加藤健一郎       | 無所属                                          | 新   | 572.942       | 0.01%  | 0.02%  | 没収   | 47.4   |
| 42   | 穂刈仁           | 無所属                                          | 新   | 560.000       | 0.01%  | 0.02%  | 没収   | 47.4   |
| 43   | 前田太一         | NHKから国民を守る党                             | 新   | 521.000       | 0.01%  | 0.02%  | 没収   | 47.4   |
| 44   | 草尾敦           | NHKから国民を守る党                             | 新   | 481.000       | 0.01%  | 0.02%  | 没収   | 47.4   |
| 45   | 福原志瑠美       | NHKから国民を守る党                             | 新   | 466.000       | 0.01%  | 0.02%  | 没収   | 47.4   |
| 46   | 武内隆           | NHKから国民を守る党                             | 新   | 446.000       | 0.01%  | 0.02%  | 没収   | 47.4   |
| 47   | 尾関亜弓         | ポーカー党                                      | 新   | 417.000       | 0.01%  | 0.01%  | 没収   | 47.4   |
| 48   | 犬伏宏明         | NHKから国民を守る党                             | 新   | 371.000       | 0.01%  | 0.01%  | 没収   | 47.4   |
| 49   | 桑島康文         | 核融合党                                        | 新   | 361.000       | 0.01%  | 0.01%  | 没収   | 47.4   |
| 50   | 松尾芳治         | NHKから国民を守る党                             | 新   | 351.000       | 0.01%  | 0.01%  | 没収   | 47.4   |
| 51   | 古田真           | （略称）土頭を働かし最高裁裁判官5人を弾劾する党 | 新   | 343.004       | 0.01%  | 0.01%  | 没収   | 47.4   |
| 52   | 舟橋夢人         | NHKから国民を守る党                             | 新   | 329.000       | 0.00%  | 0.01%  | 没収   | 47.4   |
| 53   | 三輪陽一         | NHKから国民を守る党                             | 新   | 306.000       | 0.00%  | 0.01%  | 没収   | 47.4   |
| 54   | 津村大作         | NHKから国民を守る党                             | 新   | 302.000       | 0.00%  | 0.01%  | 没収   | 47.4   |
| 55   | 南俊輔           | NHKから国民を守る党                             | 新   | 297.000       | 0.00%  | 0.01%  | 没収   | 47.4   |
| 56   | 上楽宗之         | NHKから国民を守る党                             | 新   | 211.000       | 0.00%  | 0.01%  | 没収   | 47.4   |

※ 得票数の平均値:12万1823.6票, 得票数の中央値:1023.5票, 得票数の標準偏差:4万6761.5票, 得票数のジニ係数:0.928

### 自治体別開票結果
| 市区町村   | 小池百合子 | 小池百合子 | 石丸伸二      | 石丸伸二 | 蓮舫      | 蓮舫   | 田母神俊雄 | 田母神俊雄 | 安野貴博 | 安野貴博 | 内海聡  | 内海聡 | ひまそらあかね | ひまそらあかね |
| 市区町村   | 得票       | %          | 得票          | %        | 得票      | %      | 得票       | %          | 得票     | %        | 得票    | %      | 得票           | %              |
| ---------- | ---------- | ---------- | ------------- | -------- | --------- | ------ | ---------- | ---------- | -------- | -------- | ------- | ------ | -------------- | -------------- |
| 合計       | 2,918,015  | 42.77%     | 1,658,363.406 | 24.30%   | 1,283,262 | 18.81% | 267,699    | 3.92%      | 154,638  | 2.27%    | 121,715 | 1.78%  | 110,196        | 1.62%          |
| 千代田区   | 13,490     | 39.53%     | 8,818.274     | 25.84%   | 5,300     | 15.53% | 1,701      | 4.98%      | 1,623    | 4.76%    | 594     | 1.74%  | 781            | 2.29%          |
| 中央区     | 36,927     | 40.79%     | 24,890.421    | 27.50%   | 12,910    | 14.26% | 4,189      | 4.63%      | 4,067    | 4.49%    | 1,624   | 1.79%  | 1,376          | 1.52%          |
| 港区       | 43,787     | 38.32%     | 30,863.349    | 27.01%   | 18,725    | 16.39% | 5,721      | 5.01%      | 4,715    | 4.13%    | 2,823   | 2.47%  | 1,495          | 1.31%          |
| 新宿区     | 63,036     | 40.08%     | 39,072.169    | 24.84%   | 29,762    | 18.92% | 7,554      | 4.80%      | 5,242    | 3.33%    | 2,933   | 1.86%  | 2,945          | 1.87%          |
| 文京区     | 49,077     | 39.73%     | 28,009.706    | 22.67%   | 23,924    | 19.37% | 5,075      | 4.11%      | 5,874    | 4.75%    | 2,041   | 1.65%  | 2,112          | 1.71%          |
| 台東区     | 42,228     | 40.09%     | 27,357.141    | 25.97%   | 17,887    | 16.98% | 4,831      | 4.59%      | 3,277    | 3.11%    | 1,897   | 1.80%  | 2,163          | 2.05%          |
| 墨田区     | 61,337     | 43.13%     | 35,370.452    | 24.87%   | 22,918    | 16.11% | 5,715      | 4.02%      | 4,020    | 2.83%    | 2,188   | 1.54%  | 2,689          | 1.89%          |
| 江東区     | 110,457    | 42.85%     | 68,192.841    | 26.45%   | 44,724    | 17.35% | 9,983      | 3.87%      | 6,973    | 2.71%    | 3,763   | 1.46%  | 4,158          | 1.61%          |
| 品川区     | 83,867     | 40.92%     | 55,984.889    | 27.31%   | 35,095    | 17.12% | 8,393      | 4.09%      | 6,830    | 3.33%    | 3,695   | 1.80%  | 3,428          | 1.67%          |
| 目黒区     | 50,269     | 36.43%     | 37,681.614    | 27.30%   | 28,445    | 20.61% | 5,587      | 4.05%      | 4,971    | 3.60%    | 3,325   | 2.41%  | 1,890          | 1.37%          |
| 大田区     | 154,309    | 42.73%     | 93,235.981    | 25.82%   | 62,928    | 17.43% | 14,828     | 4.11%      | 7,837    | 2.17%    | 6,266   | 1.74%  | 6,190          | 1.71%          |
| 世田谷区   | 180,766    | 37.75%     | 134,587.024   | 28.10%   | 98,771    | 20.62% | 19,447     | 4.06%      | 13,770   | 2.88%    | 10,719  | 2.24%  | 6,387          | 1.33%          |
| 渋谷区     | 39,959     | 35.11%     | 31,430.031    | 27.62%   | 23,738    | 20.86% | 5,253      | 4.62%      | 4,452    | 3.91%    | 3,003   | 2.64%  | 1,827          | 1.61%          |
| 中野区     | 64,505     | 38.49%     | 39,314.210    | 23.46%   | 34,186    | 20.40% | 7,480      | 4.46%      | 4,987    | 2.98%    | 3,200   | 1.91%  | 3,507          | 2.09%          |
| 杉並区     | 113,484    | 37.77%     | 76,796.541    | 25.56%   | 66,045    | 21.98% | 12,333     | 4.11%      | 8,758    | 2.92%    | 5,764   | 1.92%  | 5,404          | 1.80%          |
| 豊島区     | 58,590     | 42.74%     | 32,210.521    | 23.50%   | 23,677    | 17.27% | 6,048      | 4.41%      | 4,277    | 3.12%    | 2,389   | 1.74%  | 2,864          | 2.09%          |
| 北区       | 77,799     | 44.27%     | 36,453.132    | 20.74%   | 32,304    | 18.38% | 6,971      | 3.97%      | 4,294    | 2.44%    | 2,511   | 1.43%  | 3,340          | 1.90%          |
| 荒川区     | 45,373     | 44.61%     | 23,530.449    | 23.14%   | 17,136    | 16.85% | 4,113      | 4.04%      | 2,411    | 2.37%    | 1,635   | 1.61%  | 1,781          | 1.75%          |
| 板橋区     | 117,802    | 43.20%     | 66,658.095    | 24.45%   | 49,982    | 18.33% | 11,147     | 4.09%      | 5,429    | 1.99%    | 4,364   | 1.60%  | 5,116          | 1.88%          |
| 練馬区     | 164,174    | 43.83%     | 86,758.915    | 23.16%   | 68,655    | 18.33% | 14,577     | 3.89%      | 8,096    | 2.16%    | 6,555   | 1.75%  | 6,474          | 1.73%          |
| 足立区     | 148,432    | 47.98%     | 70,901.846    | 22.92%   | 51,903    | 16.78% | 11,732     | 3.79%      | 4,096    | 1.32%    | 4,600   | 1.49%  | 5,035          | 1.63%          |
| 葛飾区     | 98,479     | 45.74%     | 52,929.452    | 24.58%   | 36,746    | 17.07% | 8,467      | 3.93%      | 3,214    | 1.49%    | 3,334   | 1.55%  | 3,461          | 1.61%          |
| 江戸川区   | 143,930    | 46.57%     | 73,963.088    | 23.93%   | 48,505    | 15.69% | 12,401     | 4.01%      | 4,685    | 1.52%    | 4,628   | 1.50%  | 5,256          | 1.70%          |
| 八王子市   | 123,401    | 45.78%     | 62,479.255    | 23.18%   | 53,862    | 19.98% | 8,862      | 3.29%      | 2,680    | 0.99%    | 4,455   | 1.65%  | 3,658          | 1.36%          |
| 立川市     | 41,566     | 46.44%     | 19,021.595    | 21.25%   | 16,719    | 18.68% | 3,252      | 3.63%      | 1,190    | 1.33%    | 1,565   | 1.75%  | 1,350          | 1.51%          |
| 武蔵野市   | 29,616     | 37.40%     | 20,395.291    | 25.76%   | 18,415    | 23.26% | 2,997      | 3.78%      | 2,295    | 2.90%    | 1,666   | 2.10%  | 1,231          | 1.55%          |
| 三鷹市     | 39,009     | 39.23%     | 25,695.173    | 25.84%   | 21,794    | 21.92% | 3,642      | 3.66%      | 2,401    | 2.41%    | 1,931   | 1.94%  | 1,571          | 1.58%          |
| 青梅市     | 32,556     | 51.91%     | 11,908.950    | 18.99%   | 11,348    | 18.09% | 2,038      | 3.25%      | 394      | 0.63%    | 1,024   | 1.63%  | 739            | 1.18%          |
| 府中市     | 56,567     | 43.68%     | 31,567.094    | 24.38%   | 24,895    | 19.23% | 4,884      | 3.77%      | 2,127    | 1.64%    | 2,310   | 1.78%  | 2,116          | 1.63%          |
| 昭島市     | 26,247     | 47.56%     | 11,705.004    | 21.21%   | 10,266    | 18.60% | 2,020      | 3.66%      | 579      | 1.05%    | 948     | 1.72%  | 781            | 1.42%          |
| 調布市     | 51,795     | 41.40%     | 32,874.343    | 26.28%   | 24,810    | 19.83% | 4,499      | 3.60%      | 2,702    | 2.16%    | 2,340   | 1.87%  | 2,018          | 1.61%          |
| 町田市     | 97,713     | 45.57%     | 46,230.601    | 21.56%   | 41,389    | 19.30% | 7,431      | 3.47%      | 2,441    | 1.14%    | 3,822   | 1.78%  | 2,958          | 1.38%          |
| 小金井市   | 26,077     | 40.26%     | 14,282.905    | 22.05%   | 14,372    | 22.19% | 2,233      | 3.45%      | 1,499    | 2.31%    | 1,194   | 1.84%  | 987            | 1.52%          |
| 小平市     | 43,212     | 43.87%     | 21,800.530    | 22.13%   | 19,929    | 20.23% | 3,407      | 3.46%      | 1,599    | 1.62%    | 1,789   | 1.82%  | 1,507          | 1.53%          |
| 日野市     | 41,940     | 43.71%     | 21,877.250    | 22.80%   | 19,377    | 20.20% | 3,329      | 3.47%      | 1,247    | 1.30%    | 1,643   | 1.71%  | 1,504          | 1.57%          |
| 東村山市   | 34,410     | 45.78%     | 16,009.394    | 21.30%   | 15,433    | 20.53% | 2,690      | 3.58%      | 780      | 1.04%    | 1,176   | 1.56%  | 1,002          | 1.33%          |
| 国分寺市   | 28,481     | 41.32%     | 16,801.006    | 24.38%   | 15,028    | 21.80% | 2,301      | 3.34%      | 1,517    | 2.20%    | 1,275   | 1.85%  | 1,046          | 1.52%          |
| 国立市     | 16,649     | 41.26%     | 9,439.639     | 23.39%   | 9,177     | 22.74% | 1,470      | 3.64%      | 802      | 1.99%    | 786     | 1.95%  | 573            | 1.42%          |
| 福生市     | 12,488     | 49.29%     | 5,197.993     | 20.52%   | 4,393     | 17.34% | 1,002      | 3.95%      | 180      | 0.71%    | 475     | 1.87%  | 328            | 1.29%          |
| 狛江市     | 18,466     | 42.35%     | 10,988.890    | 25.20%   | 9,003     | 20.65% | 1,585      | 3.64%      | 785      | 1.80%    | 781     | 1.79%  | 621            | 1.42%          |
| 東大和市   | 20,377     | 48.90%     | 8,117.841     | 19.48%   | 8,175     | 19.62% | 1,306      | 3.13%      | 338      | 0.81%    | 716     | 1.72%  | 519            | 1.25%          |
| 清瀬市     | 17,275     | 45.85%     | 7,425.528     | 19.71%   | 8,081     | 21.45% | 1,226      | 3.25%      | 391      | 1.04%    | 579     | 1.54%  | 490            | 1.30%          |
| 東久留米市 | 26,283     | 45.59%     | 13,022.304    | 22.59%   | 12,126    | 21.04% | 1,904      | 3.30%      | 596      | 1.03%    | 1,010   | 1.75%  | 708            | 1.23%          |
| 武蔵村山市 | 16,012     | 51.67%     | 6,109.328     | 19.72%   | 5,482     | 17.69% | 1,019      | 3.29%      | 180      | 0.58%    | 478     | 1.54%  | 337            | 1.09%          |
| 多摩市     | 33,676     | 43.74%     | 14,479.934    | 18.81%   | 17,263    | 22.42% | 2,505      | 3.25%      | 1,012    | 1.31%    | 1,483   | 1.93%  | 1,088          | 1.41%          |
| 稲城市     | 21,455     | 45.36%     | 12,167.534    | 25.73%   | 8,407     | 17.78% | 1,629      | 3.44%      | 703      | 1.49%    | 755     | 1.60%  | 649            | 1.37%          |
| 羽村市     | 12,522     | 49.10%     | 5,462.834     | 21.42%   | 4,689     | 18.38% | 747        | 2.93%      | 188      | 0.74%    | 422     | 1.65%  | 339            | 1.33%          |
| あきる野市 | 19,995     | 51.91%     | 7,537.060     | 19.57%   | 7,059     | 18.33% | 1,184      | 3.07%      | 203      | 0.53%    | 749     | 1.94%  | 374            | 0.97%          |
| 西東京市   | 45,352     | 43.14%     | 24,204.621    | 23.03%   | 21,530    | 20.48% | 3,890      | 3.70%      | 1,721    | 1.64%    | 1,874   | 1.78%  | 1,660          | 1.58%          |
| 瑞穂町     | 8,078      | 55.90%     | 2,479.017     | 17.15%   | 2,227     | 15.41% | 464        | 3.21%      | 58       | 0.40%    | 190     | 1.31%  | 172            | 1.19%          |
| 日の出町   | 4,467      | 55.48%     | 1,425.915     | 17.71%   | 1,437     | 17.85% | 232        | 2.88%      | 32       | 0.40%    | 143     | 1.78%  | 54             | 0.67%          |
| 檜原村     | 731        | 61.43%     | 146.979       | 12.35%   | 196       | 16.47% | 24         | 2.02%      | 2        | 0.17%    | 53      | 4.45%  | 5              | 0.42%          |
| 奥多摩町   | 1,758      | 68.03%     | 331.851       | 12.84%   | 345       | 13.35% | 33         | 1.28%      | 8        | 0.31%    | 27      | 1.04%  | 16             | 0.62%          |
| 大島町     | 2,065      | 56.04%     | 617.380       | 16.75%   | 643       | 17.45% | 89         | 2.42%      | 25       | 0.68%    | 54      | 1.47%  | 31             | 0.84%          |
| 利島村     | 130        | 62.20%     | 42.000        | 20.10%   | 23        | 11.00% | 3          | 1.44%      | 2        | 0.96%    | 1       | 0.48%  | 1              | 0.48%          |
| 新島村     | 979        | 68.85%     | 224.897       | 15.82%   | 117       | 8.23%  | 36         | 2.53%      | 4        | 0.28%    | 12      | 0.84%  | 15             | 1.05%          |
| 神津島村   | 614        | 63.17%     | 133.810       | 13.77%   | 110       | 11.32% | 18         | 1.85%      | 5        | 0.51%    | 17      | 1.75%  | 9              | 0.93%          |
| 三宅村     | 755        | 61.48%     | 213.890       | 17.42%   | 146       | 11.89% | 24         | 1.95%      | 10       | 0.81%    | 15      | 1.22%  | 12             | 0.98%          |
| 御蔵島村   | 82         | 44.57%     | 37.860        | 20.58%   | 39        | 21.20% | 5          | 2.72%      | 1        | 0.54%    | 0       | 0.00%  | 2              | 1.09%          |
| 八丈町     | 2,501      | 64.56%     | 540.801       | 13.96%   | 500       | 12.91% | 110        | 2.84%      | 29       | 0.75%    | 55      | 1.42%  | 24             | 0.62%          |
| 青ヶ島村   | 72         | 69.90%     | 18.000        | 17.48%   | 9         | 8.74%  | 2          | 1.94%      | 1        | 0.97%    | 0       | 0.00%  | 1              | 0.97%          |
| 小笠原村   | 566        | 43.51%     | 338.968       | 26.05%   | 182       | 13.99% | 61         | 4.69%      | 13       | 1.00%    | 51      | 3.92%  | 21             | 1.61%          |